# Günzburg
Günzburg ist eine Große Kreisstadt im schwäbischen Landkreis Günzburg im Freistaat Bayern.
Die Stadt ist Verwaltungssitz des gleichnamigen Landkreises sowie Gerichtssitz des Amtsgerichts Günzburg.

## Geografie
Günzburg liegt an den Mündungen der Günz und der Nau in die Donau auf einer Höhe von 440–517 Metern. Die Stadt ist Teil des Schwäbischen Barockwinkels und Ober- bzw. Mittelschwabens. Naturräumlich gehört sie zum Alpenvorland bzw. zur Donau-Iller-Lech-Platte; nördlich der Stadt beginnen das Donauried bzw. das Donaumoos.

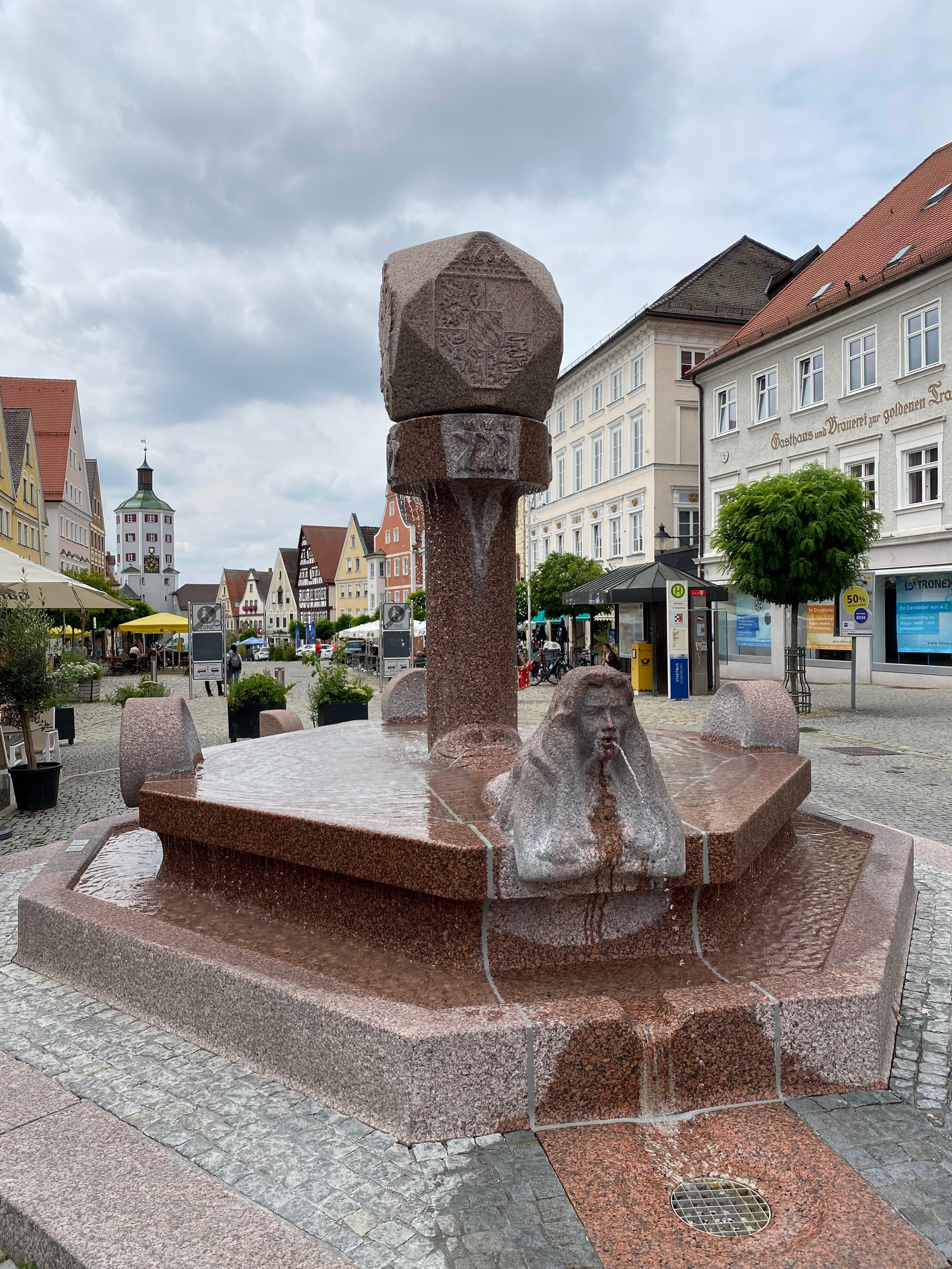
Marktplatz mit Blick auf das Untere Tor, vorne eine moderne Darstellung der Göttin Guntia im Brunnen

Es gibt 8 Gemeindeteile (in Klammern ist der Siedlungstyp angegeben):
- Deffingen (Pfarrdorf)
- Denzingen (Kirchdorf)
- Günzburg (Hauptort)
- Leinheim (Pfarrdorf)
- Nornheim (Kirchdorf)
- Reisensburg (Pfarrdorf)
- Riedhausen (Pfarrdorf)
- Wasserburg (Kirchdorf)

Alle Gemeindeteile waren vor der Gebietsreform der 1970er Jahre selbständige Gemeinden.

## Geschichte

### Namensherkunft und erste schriftliche Erwähnungen
Die „Stadt an der Günz“ liegt an der Mündung dieses Flusses in die Donau. Der Namensteil „Burg“ benennt hier keine Festung, sondern steht, nachdem die Germanen in spätantiker Zeit kein Wort für eine „Stadt“ zu eigen hatten, für eben eine größere, befestigte Siedlung (nach dem gleichen Muster siehe auch Augsburg oder Regensburg). Der Name der Günz soll sich aus dem indogermanischen *gheu für „gießen“, im Sinne von „wasserreicher Fluss“ herleiten.

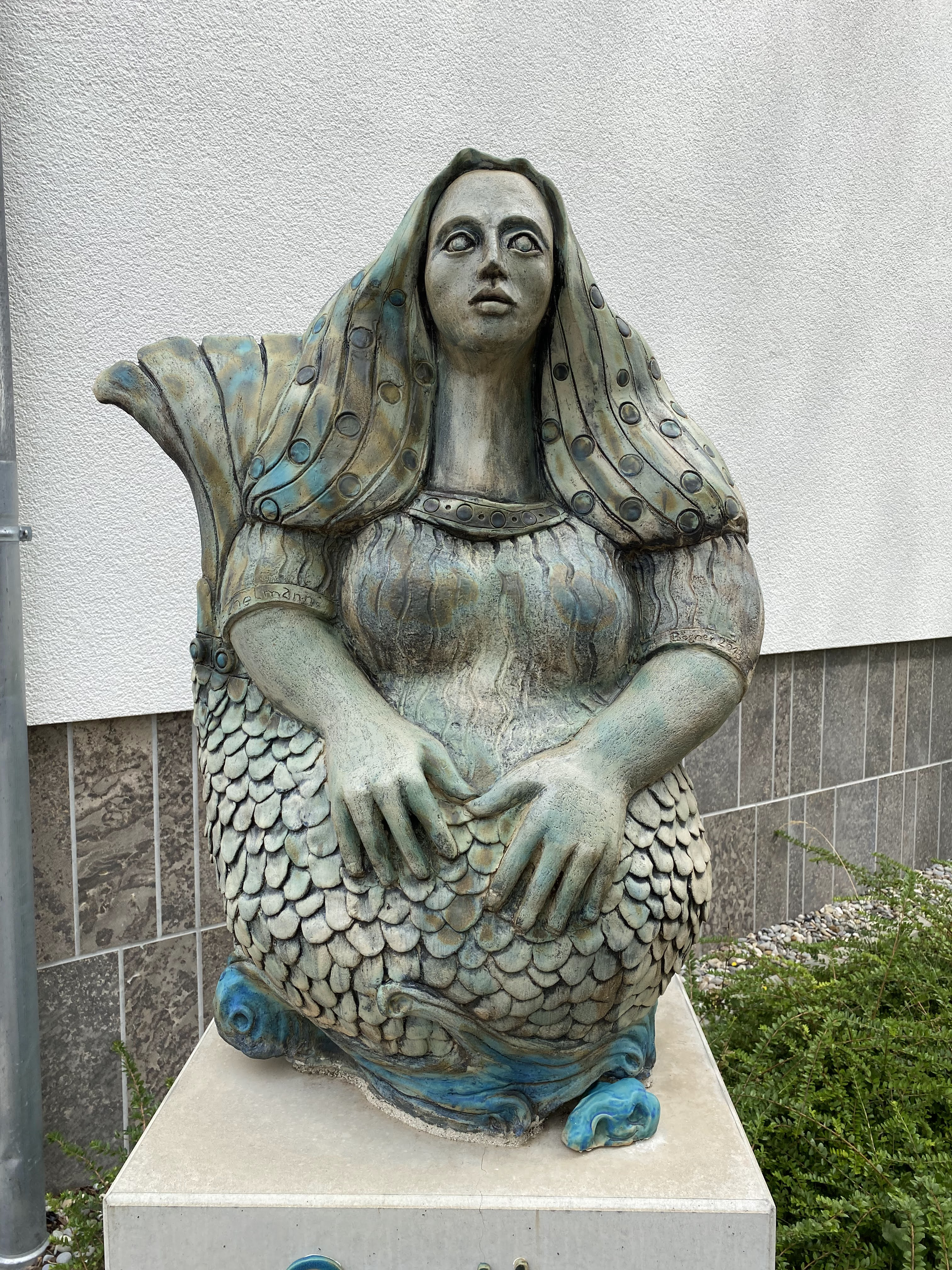
Eine moderne Adaption der Göttin Guntia in der Dillinger Straße

Die keltische und römische Bezeichnung für Fluss und Stadt lautet Guntia bzw. Gontia. Vermutlich entstammt es auch der Glaubensvorstellung der Kelten, dass in dem Fluss die Göttin Gôntia wohnt. Der Kult wurde von den Römern übernommen. Es fand sich eine Inschrift auf einem Weihestein mit dem Text Gontiae sacr(um) – „der Gontia geweiht“.
Die ersten schriftlichen Erwähnungen fanden statt:
- um 77/78: Bauinschrift des flavischen Kastells (gefunden um 1910, ohne Nennung des Ortsnamens)
- 2./3. Jh.: Weihestein für die Göttin Gôntia (gefunden 1929)
- Anfang des 3. Jahrhunderts: Erwähnung im Straßenverzeichnis Itinerarium Antonini als Guntia
- um 297: in einer Lobrede auf den Kaiser Constantius I. (Panegyricus VIII. Incipit quartus,2,1): „[…] usque ad Danubii transitum Guntiensem […]“)
- um 430: Erwähnung der Militäreinheit „Milites Ursariensis“ in Guntiae in der Notitia dignitatum
- um 802: In „castellum Guntionis“ wurden laut den Annalen des Klosters Sankt Emmeram „Cadaloc, Goterhammus und die vielen übrigen ermordet“.
- 1065: König Heinrich IV. besiegelte „ze Gunceburch“ eine Urkunde.

### Vorgeschichte und Antike
In der Umgebung finden sich viele Spuren keltischer und anderer vor- und frühgeschichtlichen Siedlungen und Bestattungsplätze (insbesondere Hügelgräber und Viereckschanzen). Der Burghügel des Gemeindeteils Reisensburg ist bereits ab der Jungsteinzeit immer wieder besiedelt worden und gilt als „Schwäbische Akropolis“. In Leipheim deutet ein aufgefundenes Wagengrab auf das Vorhandensein eines hallstattzeitlichen Fürstensitzes im Umkreis hin.
Günzburg selbst wurde als Kastell von den Römern zur Verteidigung der Donaugrenze gegründet. Es bestanden vermutlich vier zeitlich aufeinanderfolgende Kastelle:
- Bauphase I – Claudisch-Neronisches Kastell erbaut etwa 45 bis 50. Dieses Kastell wurde archäologisch bisher nicht nachgewiesen, seine Existenz erscheint aber durch Einordnung in ein Bauprogramm, infolgedessen auch diverse Nachbarkastelle errichtet wurden, schlüssig. Mittels Strontiumisotopenanalyse ausgewertete Grabfunde und weitere archäologische Fundstücke deuten in der fraglichen Zeit auf eine Zuwanderungswelle insbesondere aus den Bereich Vindonissa hin – was als Verlegung von Teilen dort stationierter Einheiten interpretiert wird.
- Bauphase II – Flavisches Kastell erbaut etwa 77. Sein Standort lässt sich anhand archäologischer Funde, darunter einer Bauinschrift, ungefähr im Bereich des heutigen Friedhofs verorten. Stationiert war hier die Ala II Flavia, eine 1000 Mann starke römische Reitereinheit (später wurde die Einheit nach Heidenheim, dann nach Aalen verlegt).
- Bauphase III – Tetrachisches Kastell erbaut nach Rücknahme der Grenze vom Rätischen Limes zur Donau infolge der Alamanneneinfälle um das Jahr 300. Vermutlich lag es nördlich der Kirche Sankt Martin und wurde durch eine Donau-Überschwemmung zerstört. Stationiert könnte eine Vexillation der Legio III Italica gewesen sein.

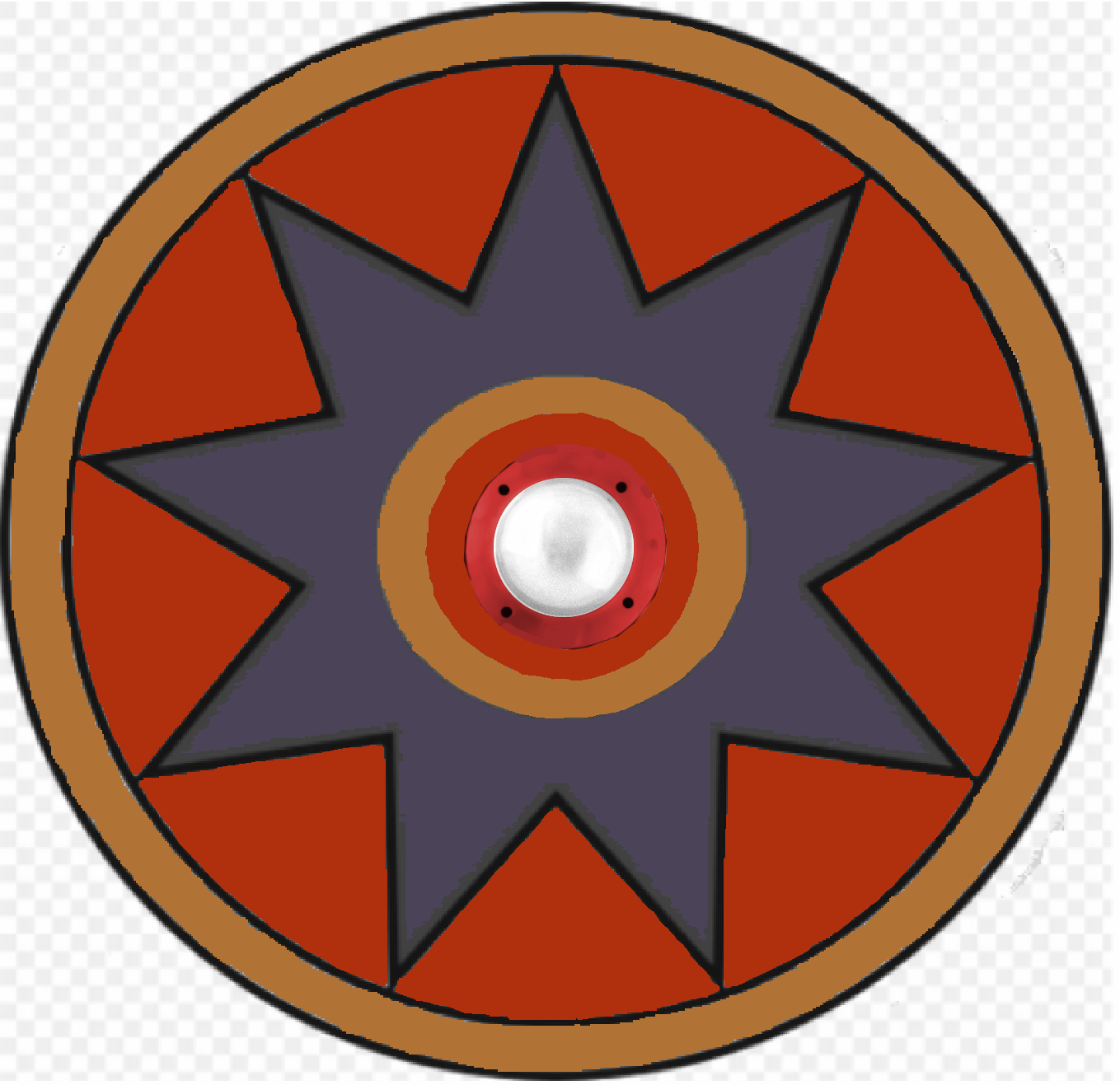
Überlieferte Schildbemalung der Milites Ursarienses aus der Notitia Dignitatum

- Bauphase IV – Theodosianisches Kastell erbaut um 380 bis 400. Das Kastell befand sich im Bereich südwestlich der Kirche. Diese Festung ist in mehrerer Hinsicht singulär. Zum einen stellt sie die spätestbekannte größere militärische Baumaßnahme der Römer in Rätien dar. Zum anderen ist die Stärke ihrer Grundmauern (ein etwa 5,30 bis 5,90 Meter breites Gussmauerwerk aus Opus caementicium) einzigartig nördlich der Alpen. Auch ihre Größe übertrifft jene benachbarter Kastelle bei weitem – mit Ausnahme des Legionslagers Regensburg. Kalktuff-Quader der spätantiken Festung wurden später für den Bau des mittelalterlichen Kirchturms verwendet, ebenfalls finden sich solche Steine im Bau der heutigen Günzbrücke. Die Festung war mit den „Milites Ursariensis“ besetzt („die Bärenfänger“). Die Einheit stand unter dem Kommando des Dux Raetiae. Wahrscheinlich war ein Gutteil der Soldaten germanischer Herkunft (Foederaten).

Die Kastelle dienten der Sicherung eines wichtigen Donauüberganges. Vermutlich war dieser Übergang der letzte in römischer Hand nach dem Alamannensturm – es scheint ein feststehender, bekannter geographischer Begriff in der römischen Welt gewesen zu sein und wird als „Transitus Guntiensis“ in einer Lobrede auf Constantius I. erwähnt. Der Übergang befand sich ungefähr in der Verlängerung der Brunnengasse nördlich der Zankerstraße (im Bereich nördlich dieser Straße wird das Südufer der römerzeitlichen Donau vermutet). Hier kamen diverse Fundamente, Quader und Spolien ans Tageslicht. Der Übergang könnte aus einem befestigten Brückenkopf am Nordufer sowie einer Pontonbrücke bestanden haben.

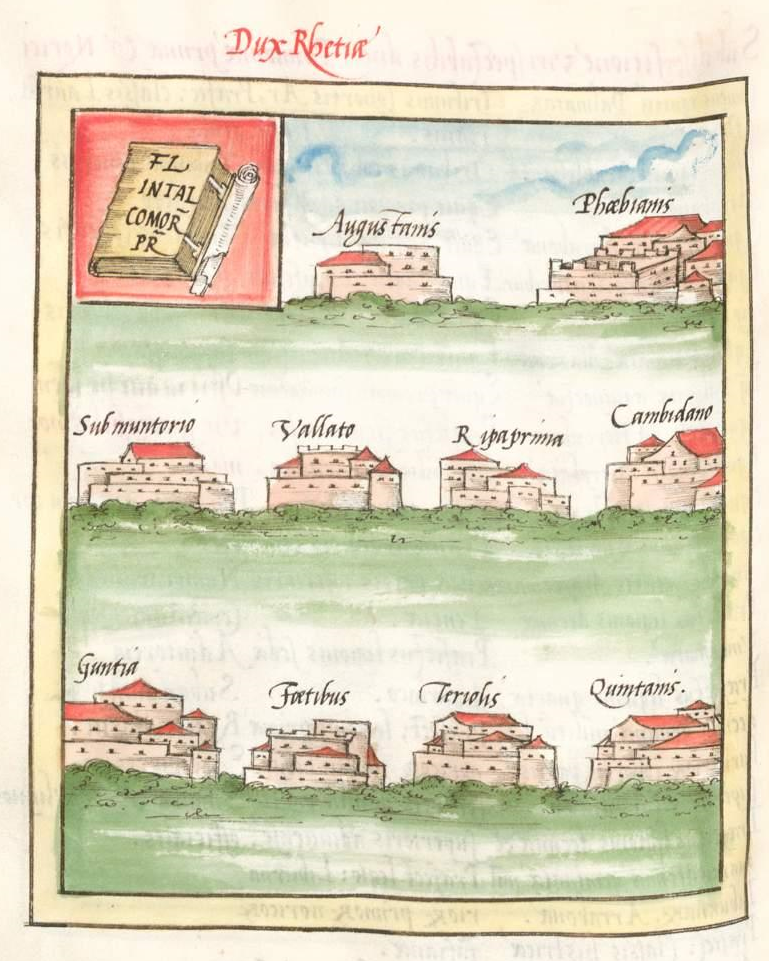
Ansicht von Guntia (erste von links in der letzten Reihe) in einer mittelalterlichen Abschrift (Münchner Codex) der Notitia Dignitatum

Es wird angenommen, dass Guntia auch ein Stützpunkt der römischen Donauflotte war – an der Günzmündung im Bereich des „Kappenzipfels“ fanden sich Überreste von Baracken und weitere militärische Funde.
2013 wurde bei Ausgrabungen ein mächtiges auf das Jahr 90 n. Chr. datiertes Lagerhaus (Horreum) entdeckt, dessen Fundamente aus Eichenholz bestanden – es wird als Nachschublager der Armee interpretiert.
Neben den Garnisons-Einrichtungen entwickelte sich eine größere, zeitweise recht wohlhabende Zivilsiedlung (Vicus) mit guter Einbindung in das römische Fernstraßennetz. Die Funde lassen auf weitreichende Handelsbeziehungen schließen. Im Bereich Birketstr. befand sich eine römische Ziegelei. Auch eine Töpferei wurde nachgewiesen. An der Günz betrieben Müller ihr Handwerk, welche dem Gott Neptun für die Wasserkraft mit der Weihe eines Altars dankten, welcher sich erhalten hat – „Neptu(no) sacr(um) molin(arii)“. Diverse Gutshöfe (villae rusticae) und kleinere Siedlungen erschlossen das Umland agrarisch. Ein Brandhorizont deutet auf eine Zerstörung des Ortes im 3. Jahrhundert hin, jedoch erfolgte ein Wiederaufbau.

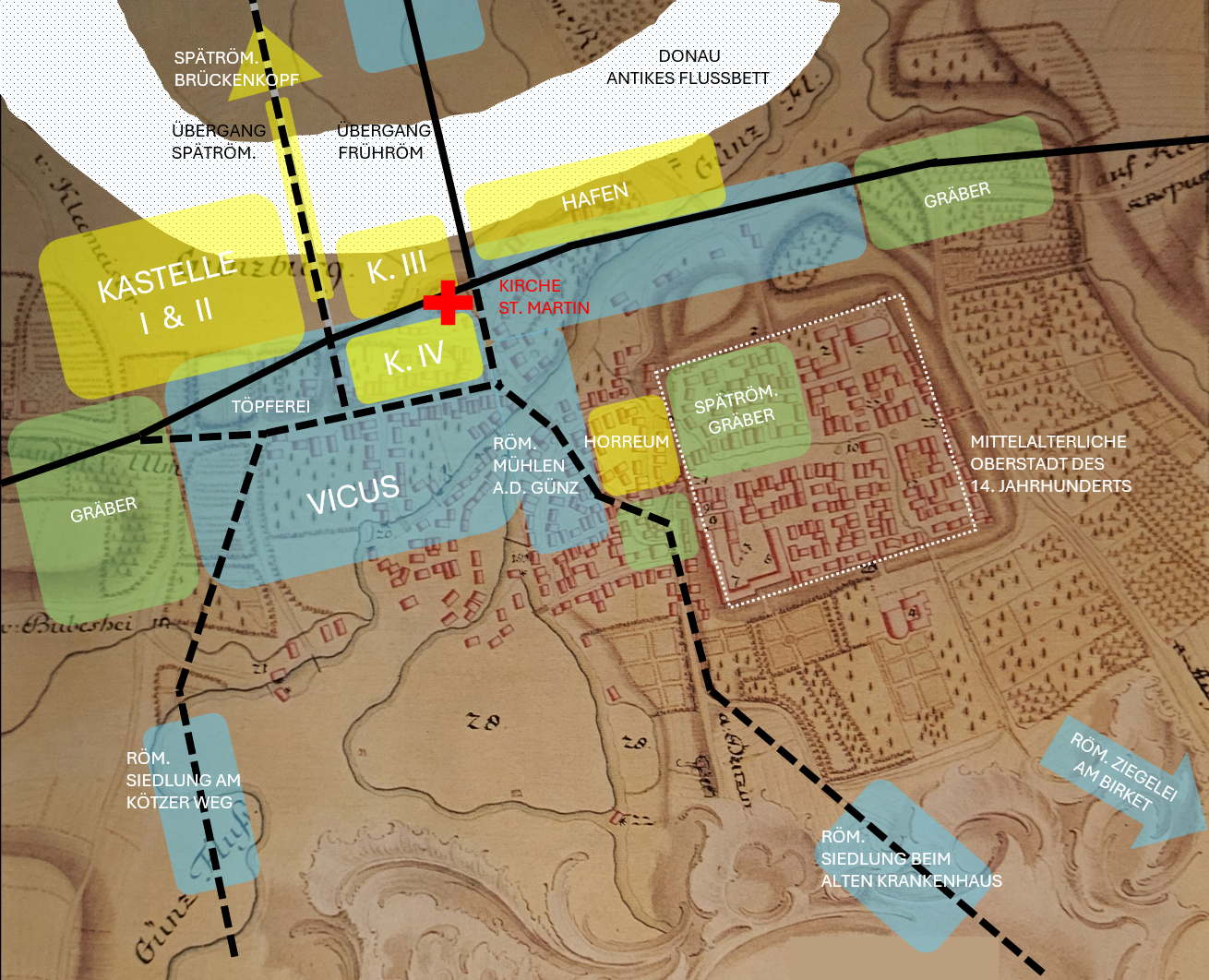
Schematische Darstellung des römischen Günzburgs (Gontia) auf der Kartenbasis des Kolleffel-Plans von 1750

Die Ergebnisse diverser Ausgrabungen römischer Bestattungsplätze sind im Heimatmuseum zu besichtigen. Es handelt sich dabei um eines der größten ausgegrabenen römischen Gräberfelder nördlich der Alpen (mehrere tausend Bestattungen). Die Münzreihe der Günzburger Ausgrabungen reicht von Kaiser Augustus bis Anastasius. Durch die wiederkehrenden Donauhochwässer und Flussbettverlagerungen sowie die 2000 Jahre kontinuierlich andauernde stetige Überbauung großer Teile der Siedlung konnte sich die Wissenschaft bisher nur ein unvollständiges Bild der Bedeutung des römischen Günzburgs erschließen.

### Zeit der Völkerwanderung
Noch für das Jahr 433 sind Kämpfe zwischen den nördlich der Donau siedelnden Juthungen und der römischen Armee belegt. Der Sieg der Römer unter ihrem begabten Heermeister Flavius Aëtius dürfte dem Land eine Atempause verschafft haben. Danach fehlen schriftliche Zeugnisse aus dem Gebiet – wobei Rom seinen Herrschaftsanspruch über Raetien nie aufgab, aber spätestens mit dem Tode des Aetius (454) und einem letzten nachweisbaren Feldzug Kaiser Majorians in Raetien (457) kaum mehr die Kraft gehabt haben dürfte, der Zentralmacht effektiv Geltung zu verschaffen. Für Günzburg selbst wird eine Siedlungskontinuität als wahrscheinlich angenommen. Vorstellbar wäre ein mehr oder weniger pragmatisches Einvernehmen zwischen der geschrumpften römisch-keltischen Zivilbevölkerung, den schlecht besoldeten, germanisch geprägten Hilfstruppen, einheimischer Milizeinheiten, germanischer und anderer Zuwanderer sowie den nördlich der Donau siedelnden Alemannen – bei abnehmenden Fernhandelskontakten, Leben von der Substanz, Verfall von Straßen und öffentlichen Bauten und gelegentlich aufflammenden kriegerischen Konflikten, Übergriffen und Schutzgeldforderungen seitens der Germanen. Dieser Zustand dürfte unter den letzten weströmischen Kaisern und bis zum Ende der Regentschaft des Patricius Odoaker angedauert haben.

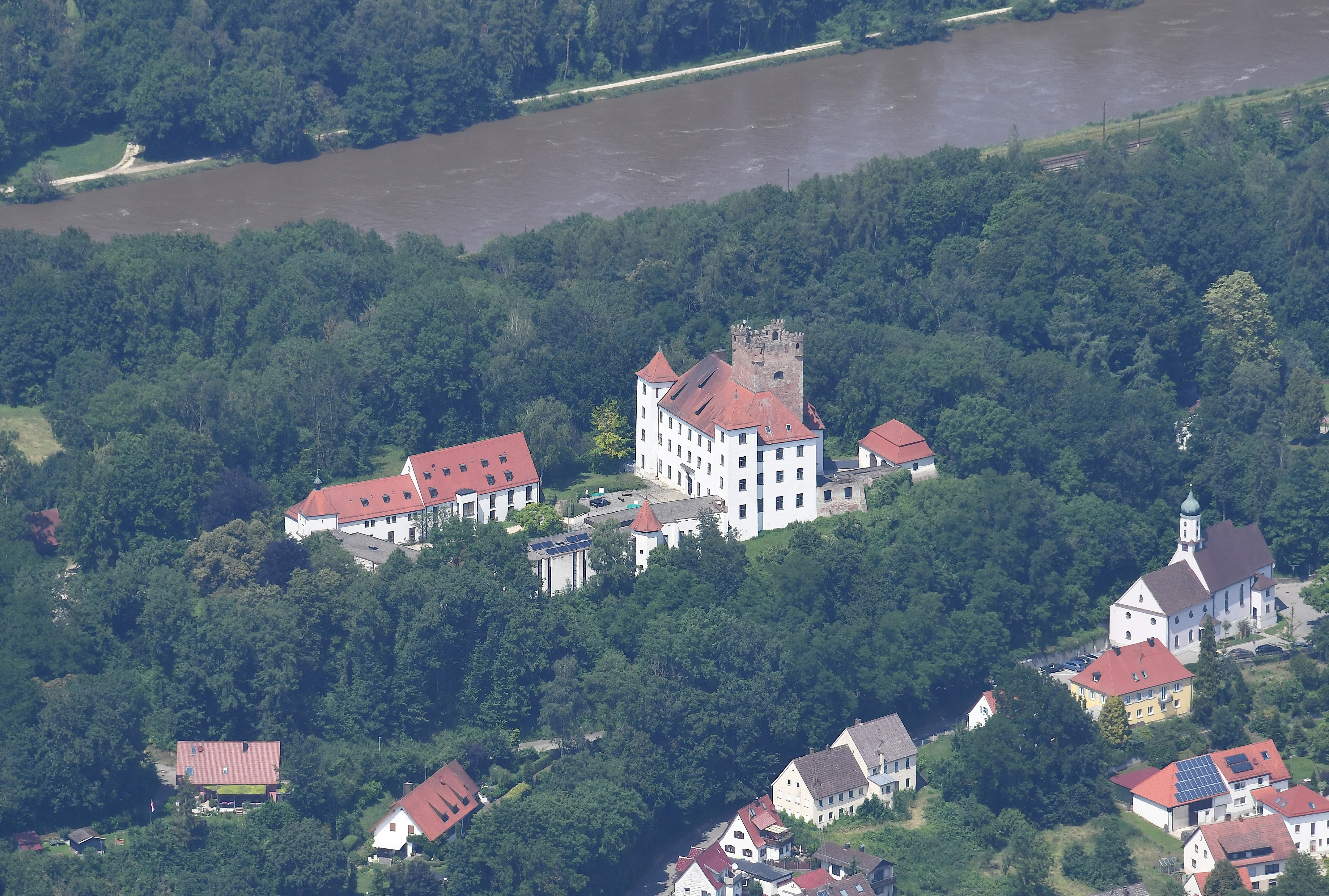
Die Reisensburg

Mittlerweile gilt es in der Geschichtswissenschaft als Stand der Forschung, dass um das Jahr 490/500 die Ostgoten unter Theoderich dem Großen Raetien bis zur Donau und etwas später wahrscheinlich das Gebiet der Alemannen, welches sich damals grob über das heutige Gebiet Baden-Württembergs erstreckte, unter ihre Kontrolle gebracht haben. Theoderich siedelte nach der Schlacht bei Straßburg (506) Alemannen, welche vor den Franken aus dem Mittelrheingebiet weichen mussten, in Raetien und damit auch im Landkreis Günzburg an, was endgültig zu einer germanischen Prägung dieses Gebietes führte. Es wird angenommen, dass die Gründung vieler „-ingen“-Orte in Schwaben und Altbayern auf diese Ereignisse zurückgeht – hier sind es die Stadtteile Denzingen und Deffingen. Eine Vermischung der diversen Volkssplitter ist anzunehmen. Unter Berufung auf Athanarid, einen Ostgoten aus dem engeren Gefolge Theoderichs, nennt der Geograph von Ravenna „Rizinis“, also die Reisensburg, als einen wichtigen Ort im gotischen Raetien/Alemannien.

### Früh- und Hochmittelalter
Im Jahr 536 mussten die Ostgoten das Gebiet an die Franken abtreten. Das Patrozinium der Pfarrkirche (St. Martin – der Reichsheilige des Frankenstaats), welche auf dem Areal der römischen Festung liegt, deutet auf eine Weiternutzung dieses Platzes durch die Franken hin. Im fränkischen Gausystem war Günzburg vermutlich ein Teil des Duria-Gaus. Vermutlich erst 743 wird Günzburg und insgesamt das heutige Bayerisch-Schwaben von Raetien bzw. dessen Nachfolgeterritorium, dem Herzogtum Baiern, abgetrennt und an Alemannien angeschlossen.
Für das Jahr 802/803 vermelden die Annalen des Klosters Sankt Emmeram die Ermordung von Cadaloc, Goterhammus und vieler weiterer Personen im Zuge des dritten Awarenaufstands in „castellum Guntionis“. Die Gleichsetzung dieses Kastells mit Günzburg ist umstritten und nicht gesichert. Mit der Verortung in Günzburg würde ein weitreichendes Vordringen der Awaren in das Reich Karls des Großen impliziert, welches ansonsten nicht belegt ist. Andererseits ist eine fundierte Quellenlage zu diesem Aufstand generell nicht gegeben und bislang scheiterten stichhaltige alternative räumliche Zuordnungsversuche an etymologischen oder historischen Nichtvereinbarkeiten.

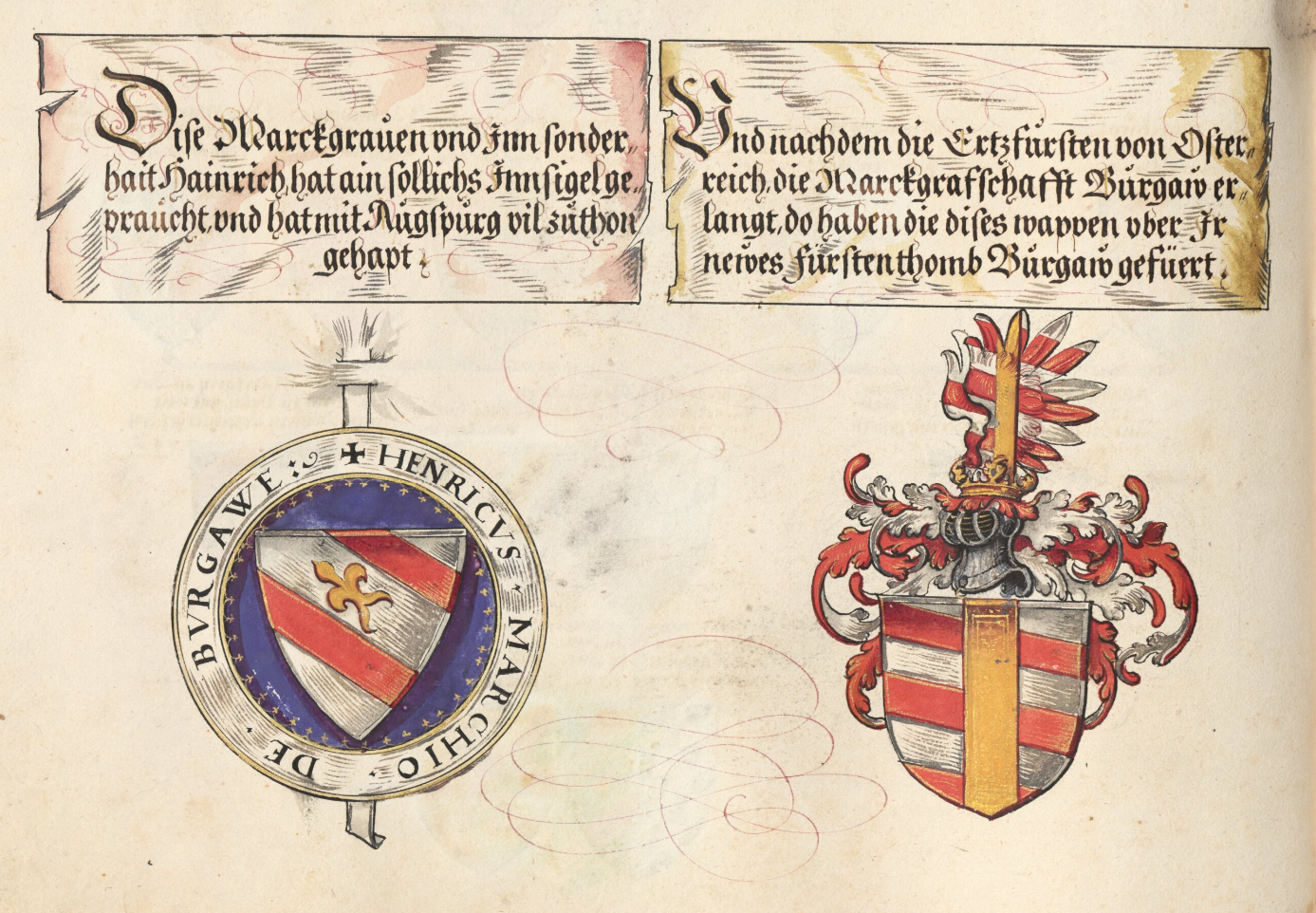
Links das Wappen der Grafen von Berg-Burgau, rechts das spätere Wappen der Markgrafschaft Burgau unter Habsburgischer Herrschaft – aus dem „Ehrenspiegel des Hauses Österreich“ von 1559

Das nächste schriftliche Zeugnis findet sich erst wieder für das Jahr 1065, wo die Ausstellung einer Urkunde durch Kaiser Heinrich IV. in Günzburg belegt ist.
Nach Urkunden des Augsburger Reichsstiftes St. Ulrich und Afra aus den Jahren zwischen 1100 und 1162 gehörte der Ort Günzburg dem Bischof von Augsburg. Erst 1274 verpfändete Bischof Hartmann diesen Besitz an den Markgrafen Heinrich II. von Burgau.
Aus einer Urkunde des Papstes Urban III. von 1186 geht hervor, dass das Augsburger Domkapitel die Hube des Goldschmiedes (aurifaber) Azzo in Günzburg sein Eigen nannte. 1242 wird im Urkundenregister des Bozener Notars Jakob Haas ein „dominus Hainricus de Guncenburch“ als Einkäufer von Importwein bezeugt. Günzburg muss also bereits im Hochmittelalter eine zentralörtliche Bedeutung besessen haben – Goldschmiede und Weinhändler mit Fernhandelskontakten wären in unbedeutenden Marktflecken zu jener Zeit eher nicht denkbar gewesen.

### Österreichischer Außenposten

Wappen von Günzburg mit dem österreichischen Bindenschild, bis 1812

Um 1300 kam die Stadt nach Aussterben der Markgrafen von Berg-Burgau als „erledigtes Reichslehen“ in den Besitz des Hauses Habsburg, welches Günzburg in der Folge zum Hauptort der Markgrafschaft Burgau ausbaute. Schon bald nach Inbesitznahme durch die Habsburger wurde die ursprünglich im Mündungstal der Günz zur Donau liegende (römische) Unterstadt um eine schematisch-planmäßig auf einem Riedelvorsprung errichtete „Oberstadt“ erweitert, welche die „Unterstadt“ infolge der Verlegung des Marktes rasch überflügelte. 1418 erhielt die Stadt die Hochgerichtsbarkeit.

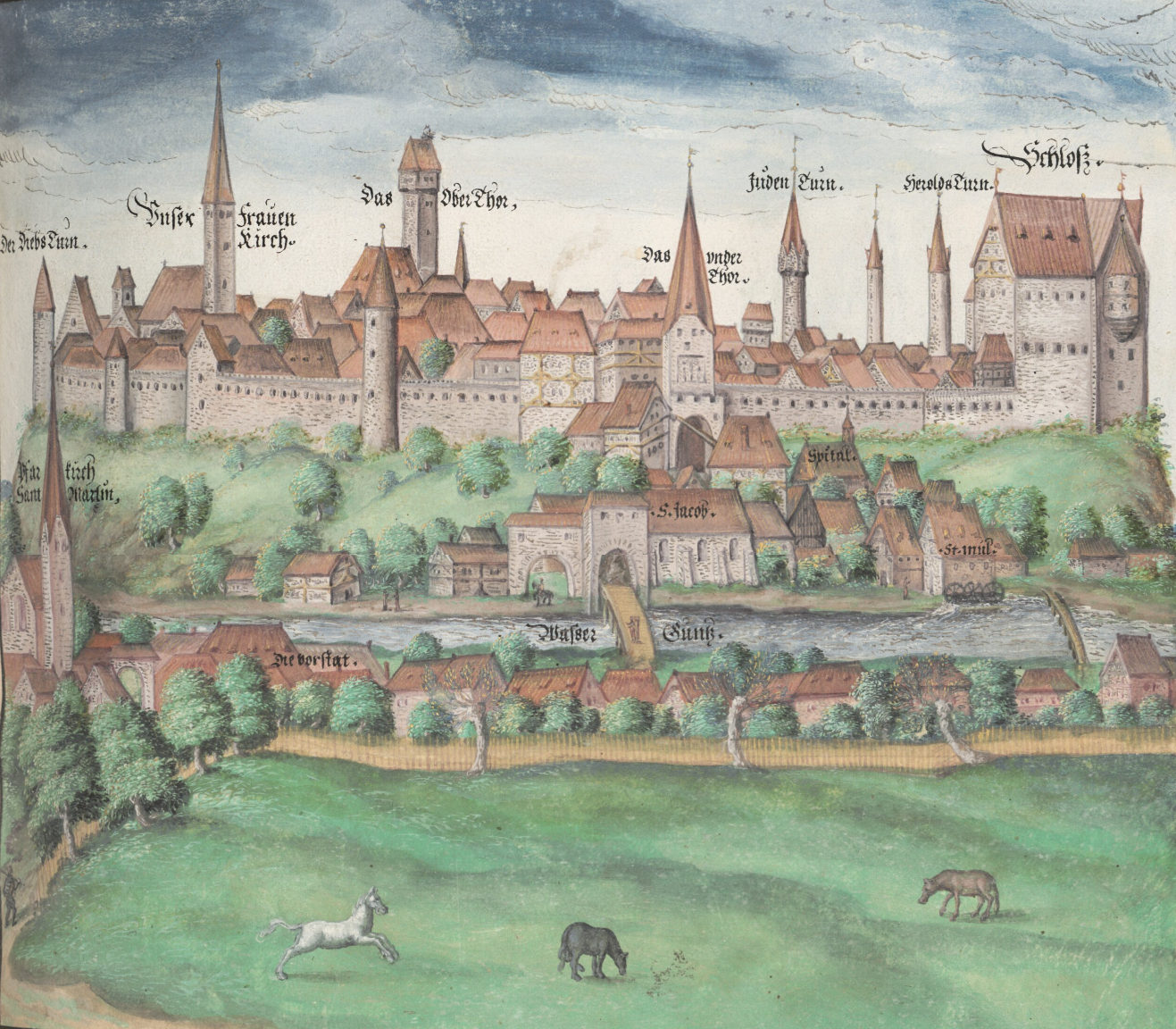
Ansicht von Günzburg um das Jahr 1559 aus dem „Ehrenspiegel des Hauses Österreich“

Im Jahre 1418 sollten Günzburg und die Markgrafschaft wegen Geldnot an das Herzogtum Bayern verkauft werden, das wurde jedoch durch die Reichsstädte Augsburg und Ulm sowie weitere Mitglieder des Schwäbischen Bundes – durch entsprechende finanzielle Kompensationen an Österreich – verhindert. Günzburg und die Markgrafschaft konnten auch in späterer Zeit stets auf die Bereitschaft der Reichsstädte Augsburg und Ulm, den Augsburger Bischof und auch das Haus Fugger zählen, wenn es galt, die Gelüste bayerischer Herzöge nach Landgewinn westlich des Lechs im Zaum zu halten.
In der Nähe von Leipheim wurde im Deutschen Bauernkrieg im Jahr 1525 der Leipheimer Haufen (etwa 5000 Bauern) von dem Heer des Schwäbischen Bundes massakriert. Die Günzburger Bürger hatten zuvor den Aufständischen die Öffnung der Stadttore verweigert, was nach dem Sieg der Fürsten insofern ein Glück für die Einwohner war, als dass sie im Gegensatz zu den umliegenden Städten und Dörfern ungeschoren davon kamen.

### Die jüdische Gemeinde

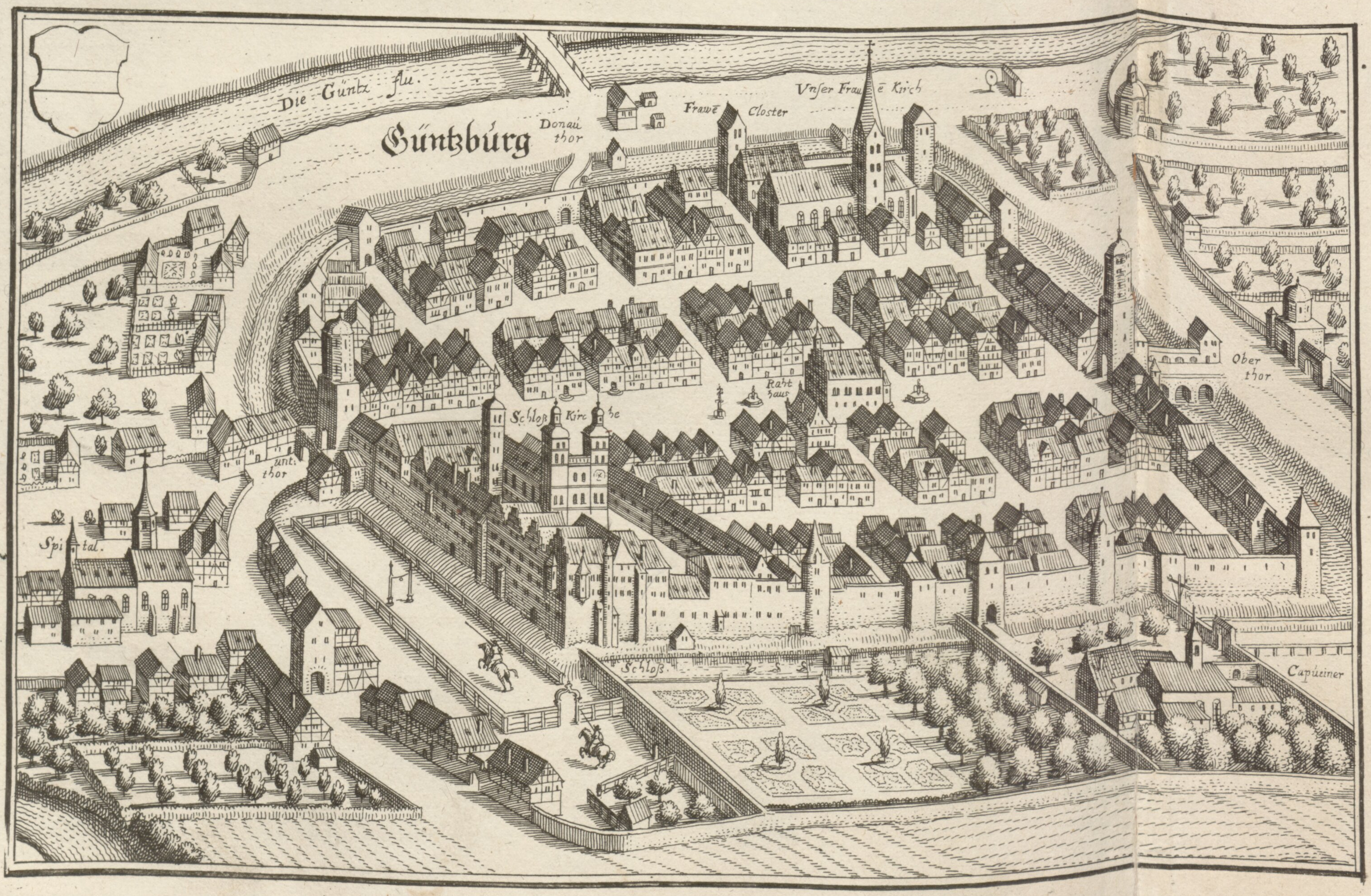
Die Günzburger Oberstadt im Jahr 1643 nach einem Stich von Matthäus Merian aus der Topographia Sueviae

Als Ende des 15. Jahrhunderts die jüdische Gemeinde aus Ulm vertrieben wurde, kamen die meisten nach Günzburg. Dort, wo heute die Münzgasse und die Eisenhausgasse zum Schweinchenbrunnen führen, ließen sie sich nieder und gründeten eines der bedeutendsten Zentren des süddeutschen Judentums. Ihre Blütezeit hatte die Günzburger jüdische Gemeinde im 16. Jahrhundert. Der Vorsteher Simeon ben Eliezer (* 1506 Günzburg; † 1585 Burgau), genannt Simon von Günzburg, stand in engem Kontakt zu Karl V. Mitglieder der Gemeinde wanderten nach Frankfurt am Main aus und gründeten dort das erfolgreiche Handelshaus „Stadt Günzburg“, das bis ins 19. Jahrhundert bestand. 1617 verfügte der Markgraf Karl von Habsburg-Burgau die Ausweisung der Günzburger Judengemeinde binnen Jahresfrist (die verbreiteten jüdischen Nachnamen Günzburg, Ginsburg, Ginsburgh, Ginsberg, Ginzberg, Ginzburg, Gainsbourg, etc. bezeichnen meist Nachkommen dieser Gemeinde). (Siehe auch Jüdische Gemeinde Günzburg)

### Markgraf Karl und der dreißigjährige Krieg

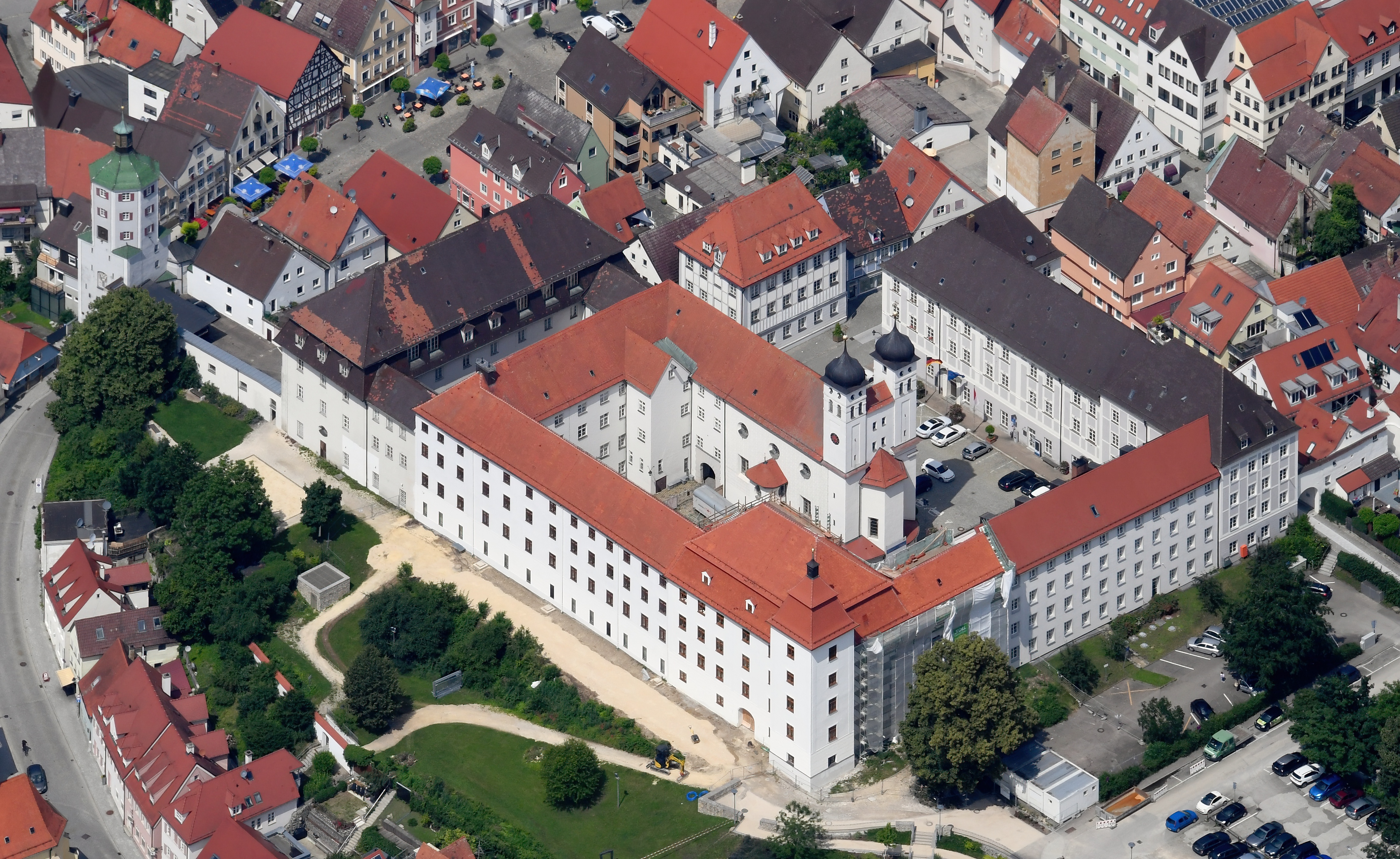
Das Markgrafenschloss Günzburg mit der Hofkirche

Von 1609 bis 1618 wurde die Stadt Residenz des Markgrafen Karl von Habsburg-Burgau, eines frömmelnden Katholiken und Sohns Ferdinands II. in Tirol, Statthalter von Oberösterreich. Für ihn ließ sein Vater durch den italienischen Baumeister Alberto Lucchese 1577–1580 ein großes Schloss erbauen. Zeitgenossen berichten von einer prunkvollen Hofhaltung Karls in seiner Residenz. Weniger beliebt war der Markgraf bei seinen Untertanen, welchen er den Weißbierkonsum verbot und bei den adligen Insassen der Markgrafschaft (unter anderem der Bischof von Augsburg, die Grafen Fugger und die Reichsstädte Ulm und Augsburg), welche er durch Zollerhöhungen und Streitereien über Herrschaftsrechte verärgerte. 1615/16 wurde auf seine Veranlassung ein Kapuzinerkloster in Günzburg gegründet, in welchem das Paar auch beigesetzt wurde. Karl und seine Frau Sybille hatten keine Kinder, so dass Günzburg 1618 zurück an die habsburgische Hauptlinie fiel.
Im Dreißigjährigen Krieg nahm die Stadt schweren Schaden. Von den mehr als 2.400 Einwohnern erlebte nur jeder Dritte das Ende dieses katastrophalen Krieges, einige kleinere umliegende Dörfer (so etwa Kleinkötz) traf es noch härter. 1703 brannten im Zuge des Spanischen Erbfolgekriegs das Schloss und 26 benachbarte Häuser nieder.

### Barocke Blüte

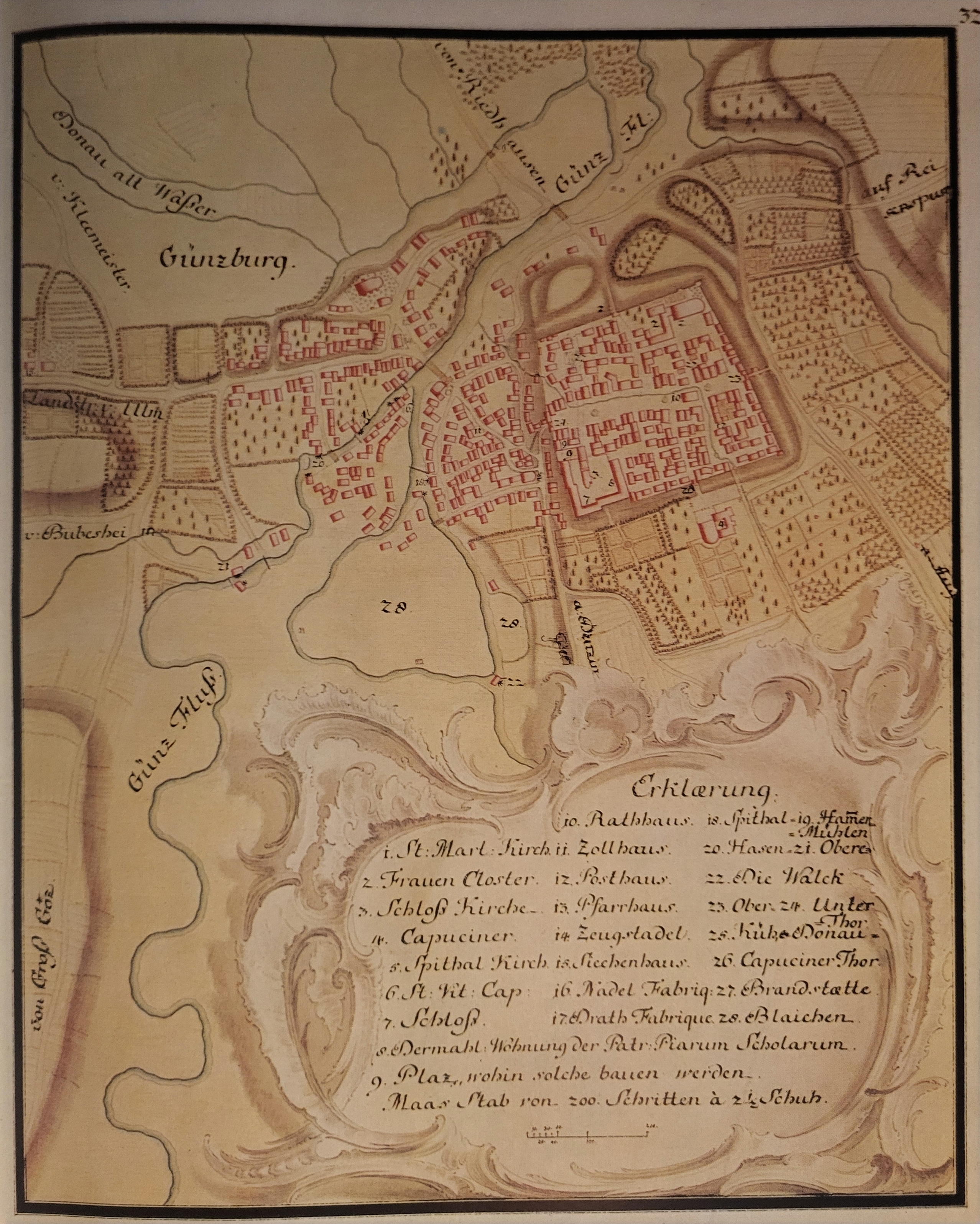
Ortsplan der Stadt Günzburg aus dem Jahr 1750 mit Ober- und Unterstadt – aufgenommen von Johann Lambert Kolleffel

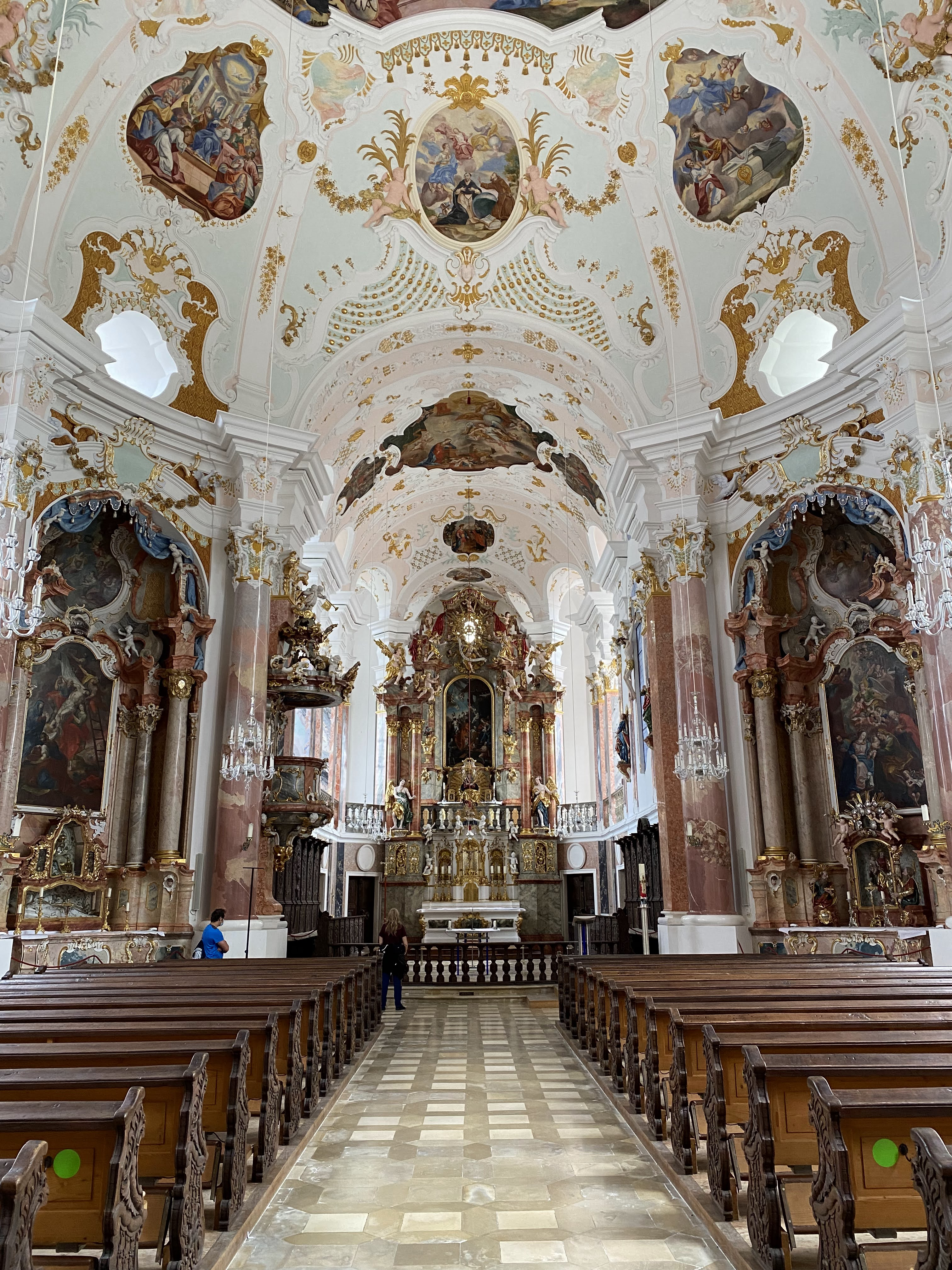
Die Frauenkirche

Ein weiterer Stadtbrand im Jahr 1735, in dessen Verlauf 176 Häuser zerstört wurden, traf die Stadt schwer. Allerdings wurde dadurch der Bau der Frauenkirche von Dominikus Zimmermann ermöglicht, eines Meisterwerks des Rokoko. Kaiserin Maria Theresia war der Stadt sehr wohlgesinnt; während ihrer Herrschaft wurde unter anderem eine erfolgreiche Münzprägestätte errichtet. In dieser wurde bis zum Ende der österreichischen Herrschaft der Maria-Theresien-Taler, die verbreitetste Silbermünze der Welt, geprägt. Die bis heute in Wien geprägten Taler tragen immer noch das Günzburger Münzmeisterzeichen „SF“ (Initialen der Münzmeister Tobias Schöbl und Joseph Faby). Auch wurde das Schulwesen durch die Berufung der Piaristen und der Englischen Fräulein, welche heute noch eine Realschule und ein Gymnasium für Mädchen in der Stadt unterhalten, neu organisiert.
| Die Donau fließt und wieder fließt Donauschwäbisches Volkslied aus der Zeit der Besiedlung Ungarns |
| Die Donau fließt und wieder fließt wohl Tag und Nacht zum Meer, ein’ Well’ die and’re weiterzieht und keine siehst Du mehr. All’ Frühjahr’ kehren d’Schwälbelein z’ruck, der Stork kommt wieder her, doch die gen Ungarn zogen sind, die kommen nimmermehr. Das Ungarland ist’s reichste Land, dort wächst viel Wein und Traid; so hats in Günzburg man verkünd’t / die Schiff’ steh’n schon bereit. Dort geits viel Vieh und Fisch und G’flüg’ / und taglang ist die Weid’, wer jetzo zieht ins Ungarland, dem blüht die goldene Zeit. Mei Schatz hat auch sein Glück probiert, doch nit zum Zeitvertreib, „Und eh’ der Holder ’s drittmal blüht, so hol’ ich Dich als Weib!“ Und sieben, sieben lange Jahr’ die sind jetzt um und ab; ich wollt’ ich wär bei meinem Schatz doch niemand weiß sein Grab. |

Seit dem frühen 18. Jahrhundert waren die aus der Gegend des Comer Sees stammenden Handelsfirmen Brentano, Molo und Rebay mit Niederlassungen in Günzburg vertreten. Sie kauften die hier erzeugte Rohleinwand (Leinenweberei) auf, bleichten sie auf den von der Stadt gepachteten Bleichwiesen (entlang der Günz) und verkauften die (gegen eine städtische Gebühr) auf Qualität geprüfte Ware weiter. Durch Gründung einer Donauschifffahrtsgesellschaft mit regelmäßig verkehrenden Schiffen (Plätten) nach Wien war Günzburg auch auf dem Wasserweg mit den östlichen Teilen der Habsburgermonarchie verbunden. Viele Auswanderungswillige (heute als Donauschwaben bekannt) nach dem ungarischen Banat ließen sich hier einschiffen.

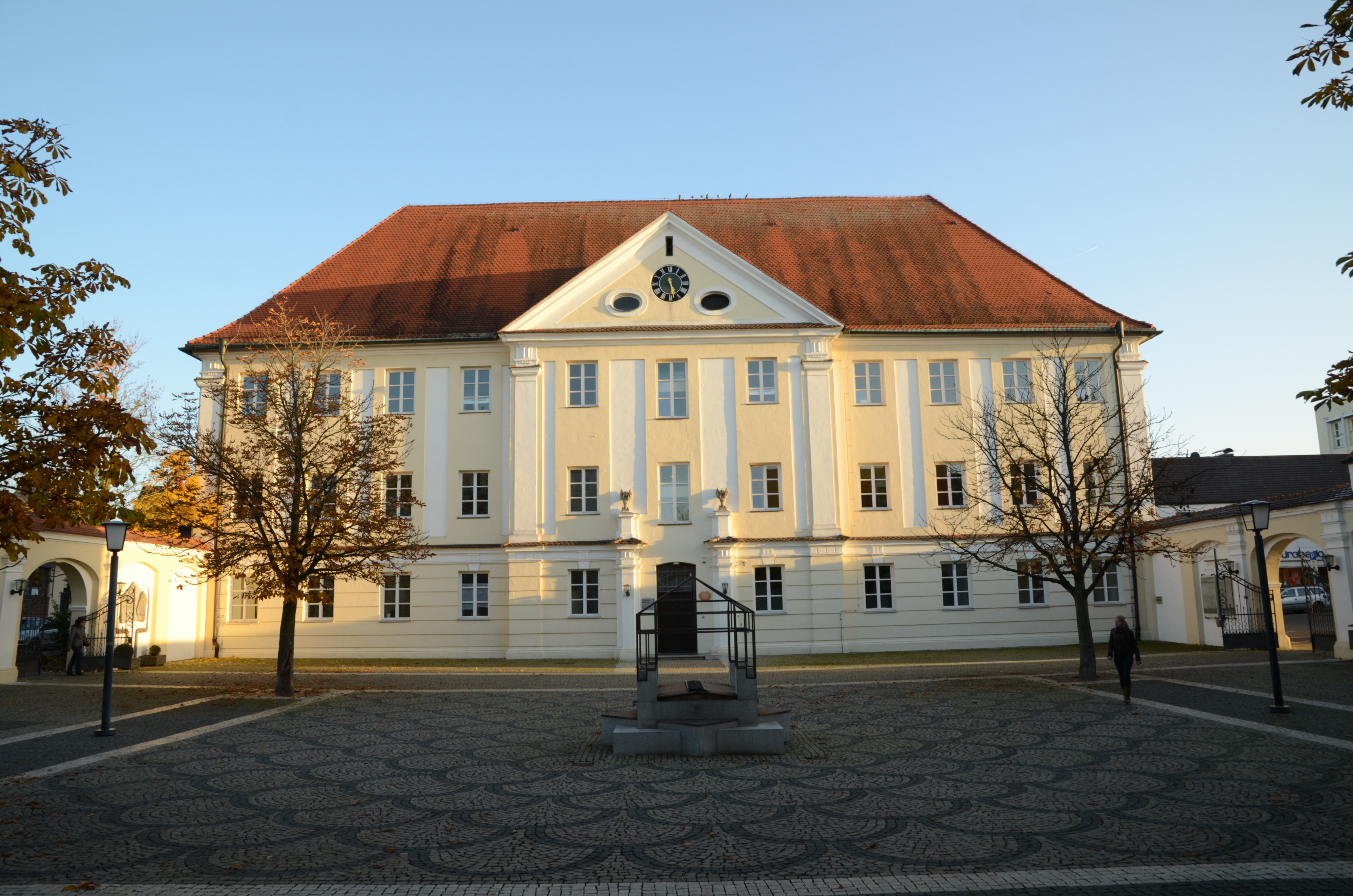
Die Österreichische Kaserne

Kaiser Joseph II. machte Günzburg zur Garnison. Dafür wurde von Joseph Dossenberger am südöstlichen Ende der Oberstadt der heute als „Haus der Bildung“ (Volkshochschule, Fachhochschule) genutzte Rokoko-Kasernenbau und an der Augsburger Straße die Kommandantur errichtet.
Am 18. Mai 1803 wurde Günzburg Landeshauptstadt von Vorderösterreich, welches weite Gebiete des alten Herzogtums Schwaben umfasste. Am 9. Oktober 1805 kam es bei den Günzburger Donaubrücken zu schweren Kämpfen im Zuge des Dritten Koalitionskrieges bzw. im Vorfeld der Schlacht bei Elchingen. Napoleon nannte wenige Tage darauf, als er im Günzburger Rathaus die städtische Honoratiorenriege abkanzelte, dann schließlich auch den Grund, weshalb die Stadt an der Donau zum Kriegsschauplatz wurde:

„C’est un malheur d’être à l’Autriche!
(Es ist ein Unglück, zu Österreich zu gehören)“

### Zugehörigkeit zu Bayern
Nach dem Frieden von Pressburg wurde die Stadt 1806 bayerisch. Da Günzburg dadurch den Status einer österreichischen Landeshauptstadt verlor und die Einwohner jahrhundertelang Abneigungen gegenüber Bayern hegten, wurde diese Nachricht von den Einwohnern eher negativ aufgenommen. Stadtpfarrer Feuchtmayer soll am Neujahrstag 1806 gepredigt haben:

„Jetzt sind wir also bayerisch geworden – wahrscheinlich haben wir es wegen unserer Sünden auch nicht besser verdient.“

Jahrelang weigerten sich die Günzburger, den österreichischen Bindenschild aus dem Stadtwappen zu entfernen und stattdessen die bayerischen Rauten zu übernehmen (1812).

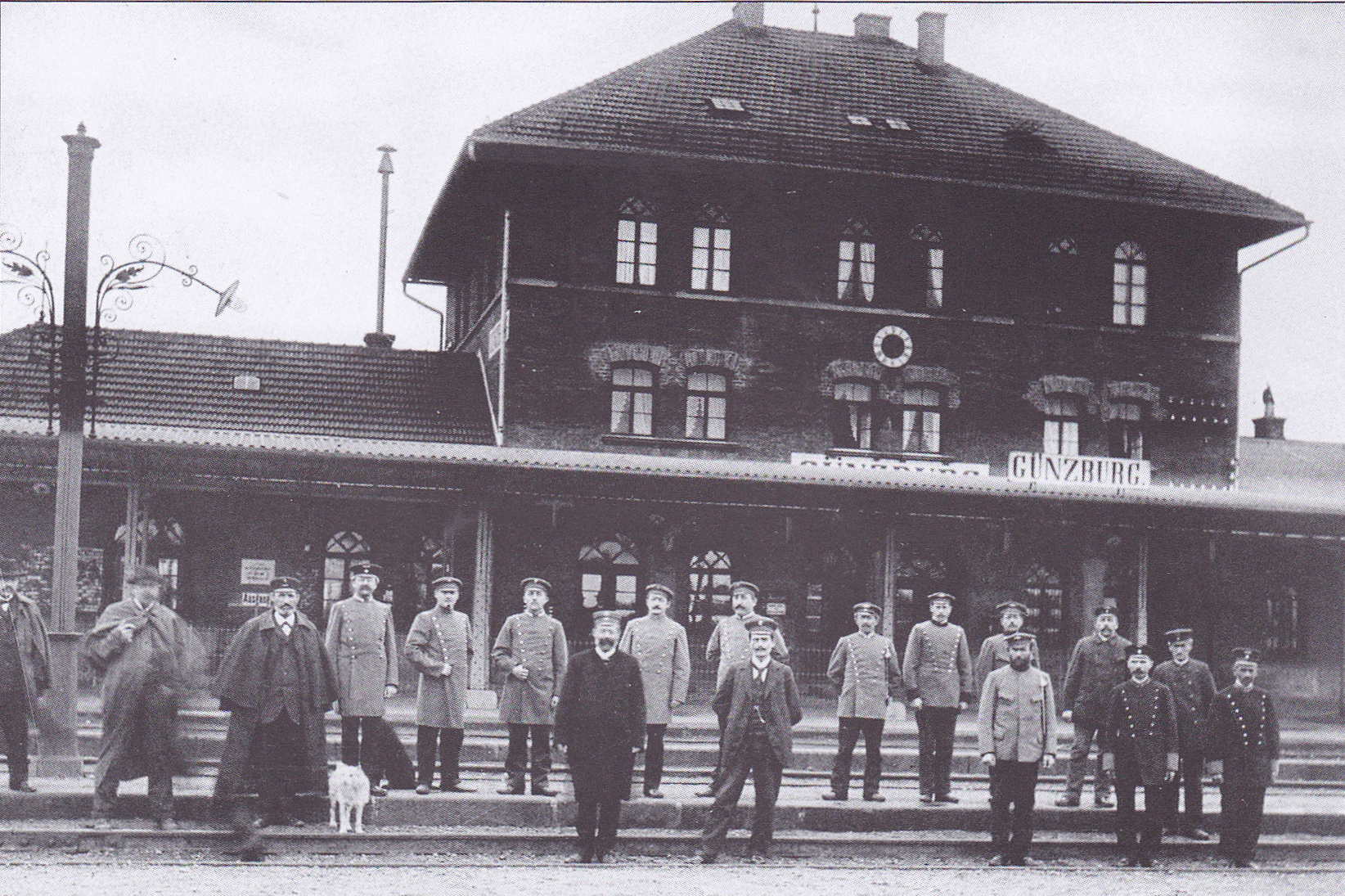
Der Günzburger Bahnhof 1902

Mit der Fertigstellung der Bahnlinie München-Stuttgart (1853, „Bayerische Maximiliansbahn“) ist der Beginn von industrieller Produktion in Günzburg und Umgebung verbunden. Es folgte der Anschluss an die Donautalbahn und 1892 die Eröffnung der Mittelschwabenbahn, welche Günzburg mit Krumbach und Mindelheim verbindet.

### Zeit des Nationalsozialismus
Ab 1939 wurde die Heil- und Pflegeanstalt Günzburg einer Sammelanstalt in der planmäßigen Ermordung von psychisch erkrankten und behinderten Menschen. Auch Zwangssterilisationen und Menschenversuche fanden an den Patienten statt.
Schwerste Verbrechen gegen die Menschlichkeit lud der aus einer Günzburger Industriellenfamilie (Mengele Agrartechnik) stammende KZ-Arzt Josef Mengele auf sich. Nach dem Krieg ermöglichte ihm seine Familie streng konspirativ die Flucht.
Das neu entwickelte Luftwaffen-Flugzeug Messerschmitt Me 262 absolvierte 1942 seinen Jungfernflug auf dem Fliegerhorst Leipheim.
Ab April 1944 kam der von Deutschland in die Welt hinausgetragene Krieg zurück nach Günzburg. Die Stadt und deren Umgebung wurde von alliierten Luftverbänden bombardiert. Hauptziel waren die Messerschmitt-Werke, welche mehrere Fertigungsanlagen für Flugzeugteile in den umliegenden Wäldern betrieben. Schwer beschädigt wurden die Gemeindeteile Denzingen und Wasserburg, das Schloss Günzburg, das Krankenhaus und ein Munitionszug, welcher im Bahnhof stand. Seit dem Frühjahr 1945 waren auch Tieffliegerangriffe auf die auf den Feldern arbeitende Landbevölkerung zu verzeichnen. Mehr als 73 Personen kamen bei den Luftangriffen ums Leben, darunter mindestens 12 Zwangsarbeiter.

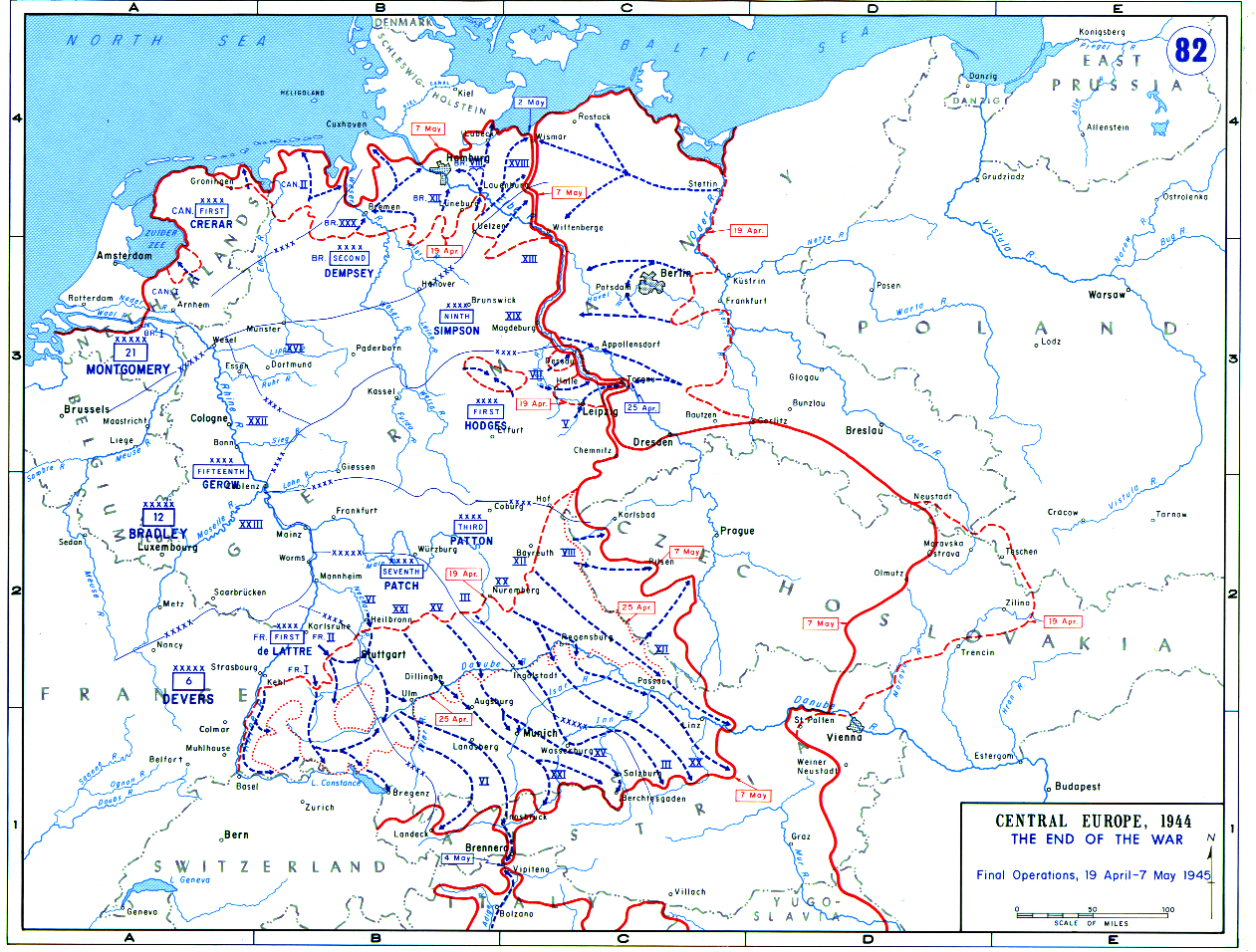
Das Ende des Kriegs im April 1945: die Lage Günzburgs ist sichtbar als roter Pfeil mit Datum 25. April. Der Versuch der Verteidigung der Donau-Linie durch die 198. Infanterie-Division wird verhindert durch die US Army und deren Überschreitung des Flusses bei Dillingen – aus einer Karte des Departments of History, United States Military Academy

In der Nacht vom 24. auf den 25. April 1945 wurde Günzburg letztendlich auch Schauplatz des Bodenkriegs, als die sich aus Richtung Heidenheim zurückziehenden Reste der 198. Infanterie-Division und weiterer versprengter Einheiten versuchten, die Front an der Donau zu stabilisieren. Die US-Army hatte zu diesem Zeitpunkt aber bereits die Donau bei Dillingen überschritten, sodass der Widerstand angesichts drückender Überlegenheit und der Gefahr einer Einkesselung schnell ermattete; große Teile der Division ergaben sich nur zwei Tage später im Bereich Mindelheim.
Der NSDAP-Kreisleiter Deisenhofer erblödete sich noch am 25. April, eine Handvoll Volkssturmmänner und Hitlerjungen an das Donauufer zum völlig sinnlosen Kampf gegen die Amerikaner auszuschicken, wogegen er selbst sich feige ins Schloss Harthausen zurückzog, „wo er es sich gutgehen ließ“.
Günzburg wurde am Abend des 25. April von einer Gruppe Männer, darunter dem Geschäftsmann Ottmar Frick, der gut Englisch sprach, an die Amerikaner übergeben mit den Worten:

„Mein Herr, ich habe die Ehre, das Schicksal unserer Stadt in Ihre Hände zu legen. […] Dürfte ich Sie bitten, achtsam zu sein mit unserer beschossenen Stadt und ihren Einwohnern.“

Mit der Achtsamkeit war es dann aber erstmal nicht weit her. Es folgten Diebstähle und zumindest ortsweise kam es zu größeren Plünderungen, Gewalttaten, Todesfällen, Brandschatzungen und Vergewaltigungen. Dem Kemnater Pfarrer, dessen Ort besonders betroffen war, wurde von französischen Soldaten unter Vorzeigen von Fotos des Massakers in Oradour-sur-Glane dazu entgegengehalten:

„Die Deutschen hausten in Frankreich noch viel schlimmer.“

### Nachkriegszeit und Gegenwart
Freigelassene Zwangsarbeiter, KZ-Häftlinge und andere Displaced Persons, aus der Kriegsgefangenschaft zurückkehrende deutsche Soldaten und Vertriebene aus den deutschen Ostgebieten – insbesondere Sudetendeutsche – vergrößerten zunächst das Chaos. Für die Stadt Günzburg wird der Anteil der Vertriebenen an der Gesamteinwohnerschaft – Stand 1950 – mit 22,9 % angegeben, für den restlichen Altlandkreis Günzburg waren es sogar 32,4 %. Durch Fleiß und Einsicht der Alteingesessenen wie auch der Neuankömmlinge und durch kluge politische Weichenstellungen in den ersten Jahrzehnten der Bundesrepublik gelang es, der Stadt ihr heutiges Antlitz – jenes einer geordneten, friedlichen und wohlhabenden Gemeinschaft – zu geben.

### Eingemeindungen
Die bis dahin selbständige Gemeinde Nornheim wurde im Rahmen der Gemeindegebietsreform am 1. Juli 1972 eingegliedert. Am 1. Mai 1978 kamen Deffingen, Denzingen, Leinheim, Reisensburg, Riedhausen und Wasserburg hinzu.

### Einwohnerentwicklung
| Jahr | Einwohner |
| ---- | --------- |
| 1840 | 05.245    |
| 1900 | 06.725    |
| 1939 | 09.527    |
| 1950 | 13.877    |
| 1961 | 15.710    |
| 1970 | 17.820    |
| 1987 | 18.217    |
| 1988 | 18.303    |
| 1991 | 19.266    |
| 1995 | 19.489    |
| 2000 | 19.599    |
| 2005 | 19.748    |
| 2010 | 19.561    |
| 2015 | 20.038    |
| 2017 | 20.355    |
| 2018 | 20.707    |

Günzburg wuchs von 1988 bis 2008 um 1386 Einwohner bzw. um etwa 8 %. Zwischen 1988 und 2018 wuchs die Stadt von 18.303 auf 20.707 um 2.404 Einwohner bzw. um 13,1 %.
Die Einwohnerzahlen ab 1840 beziehen sich auf die heutige Gemeindefläche (Stand 1978).

Einwohnerentwicklung von Günzburg von 1840 bis 2018

## Politik

### Stadtrat und Oberbürgermeister
Der Stadtrat hat 30 Mitglieder. Die Vergrößerung des Stadtrates im Vergleich zu den vorangegangenen Wahlen resultierte aus dem Überschreiten der Zahl von 20.000 Einwohnern. Seit der Kommunalwahl am 15. März 2020 verteilen sich die Sitze auf folgende Listen:
| Partei / Liste                     | Stimmenanteil | Sitze | Sitze 2014 | Sitze 2008 |
| ---------------------------------- | ------------- | ----- | ---------- | ---------- |
| CSU                                | 25,8 %        | 8     | 7          | 8          |
| SPD                                | 20,3 %        | 6     | 7          | 7          |
| Günzburger Bürgerliste/GRÜNE (GBL) | 17,4 %        | 5     | 2          | 1          |
| Freie Wählergemeinschaft (FWG)     | 16,8 %        | 5     | 4          | 4          |
| Unabhängiger Wählerblock (UWB)     | 14,5 %        | 4     | 4          | 4          |
| FDP                                | 05,1 %        | 2     |            |            |

Die Wahlbeteiligung lag bei 47,4 %, der Anteil von Frauen im Stadtrat beträgt 46,7 % (14 von 30).
Oberbürgermeister ist seit Mai 2002 Gerhard Jauernig (SPD). Er wurde bei der Kommunalwahl 2014 mit 95,7 % der abgegebenen Stimmen im Amt bestätigt. Zweiter Bürgermeister ist seither Anton Gollmitzer (FWG), dritte Bürgermeisterin Ruth Niemetz (CSU). Bei der Kommunalwahl am 15. März 2020 wurde er mit 94,4 % der Stimmen erneut für sechs Jahre im Amt bestätigt.
Vorgänger des amtierenden Oberbürgermeisters ist Altbürgermeister Rudolf Köppler.

### Liste der Bürgermeister und Oberbürgermeister seit 1805
| Name               | Amtszeit                            |
| ------------------ | ----------------------------------- |
| Johann Hänle       | 1805–1818                           |
| Alban Haan         | 1818–1830                           |
| Ignaz Wetzler      | 1830–1842                           |
| Josef Gernbeck     | 1842–1848                           |
| Franz Rebay        | 1848–1854                           |
| Josef Gernbeck     | 1854–1860                           |
| Ludwig Britzelmayr | 1860–1870                           |
| Anton von Landmann | 1870–1911                           |
| Franz Hanner       | 6. Dezember 1911 – 31. Oktober 1939 |
| Hans Hirsch        | 1. November 1939 – 31. Januar 1940  |
| Hans Geißer        | 1. Februar 1940 – 25. April 1945    |
| Leonhard Seethaler | 28. April 1945 – 2. Juli 1945       |
| Anton Seitz        | 2. Juli 1945 – 31. Januar 1946      |
| Georg Sutor        | 1. Februar 1946 – 6. Mai 1946       |
| Michael Zehetmeier | 7. Mai 1946 – 10. April 1947        |
| Ferdinand Merckel  | 11. April 1947 – 14. Juni 1947      |
| Josef Seitz        | 15. Juni 1947 – 30. April 1970      |
| Rudolf Köppler     | 1. Mai 1970 – 30. April 2002        |
| Gerhard Jauernig   | seit 1. Mai 2002                    |

### Wappen
| Wappen von Günzburg | Blasonierung: „Gespalten; vorne die bayerischen Rauten, hinten in Silber auf grünem Dreiberg ein roter Zinnenturm mit Spitzdach und offenem Tor.“ |
| Wappen von Günzburg | Wappenbegründung: Günzburg gehörte spätestens ab 1274 zum Herrschaftsgebiet der Markgrafschaft Burgau und blieb dort bis 1805. Seit dem 17. Jahrhundert war sie deren Hauptort. Die Erhebung zur Stadt erfolgte nach 1307. In den älteren Siegeln vom frühen 15. Jahrhundert bis zum Ende des 18. Jahrhunderts zeigt das Wappen im geteilten Schild vorne in Silber den roten, zinnengekrönten Turm mit Spitzdach, der auf die Befestigung und den Ortsnamen hinweist. Hinten erscheint der österreichische Bindenschild (in Rot ein silberner Balken). Beide Schildhälften werden 1717 im Siegel vertauscht. 1812 wurde der Bindenschild als Erinnerung an die frühere Territorialzugehörigkeit entfernt und durch die bayerischen Rauten ersetzt. Günzburg war im Gegensatz zu anderen Gemeinden damit einverstanden. Andere Orte wehrten sich gegen derartige Wappenänderungen und forderten ihre alten Hoheitszeichen wieder zurück. |

### Flagge
|  | 00Hissflagge: „Die Flagge ist rot-weiß geteilt.“ |

### Städtepartnerschaften
Partnerstädte sind:
- die bretonische Kleinstadt Lannion (20.000 Einwohner) im Departement Côte d’Armor (zur ersten Europawahl 1979)[28]
- seit 16. September 2011 die tschechische Stadt Šternberk in Mähren
- Mit Neustadt in Sachsen besteht seit 1990 ein Freundschaftsvertrag.

## Kultur und Sehenswürdigkeiten

### Bauwerke
- Frauenkirche: 1736–1741 erbaut von Dominikus Zimmermann, Vorgängerin der Wieskirche
- Markgräfliches Schloss: das einzige von Habsburgern erbaute Schloss in Deutschland
- Schloss Reisensburg: heute Tagungszentrum der Universität Ulm
- Altstadt: Die Altstadt ist umfassend saniert und fast vollständig erhalten.

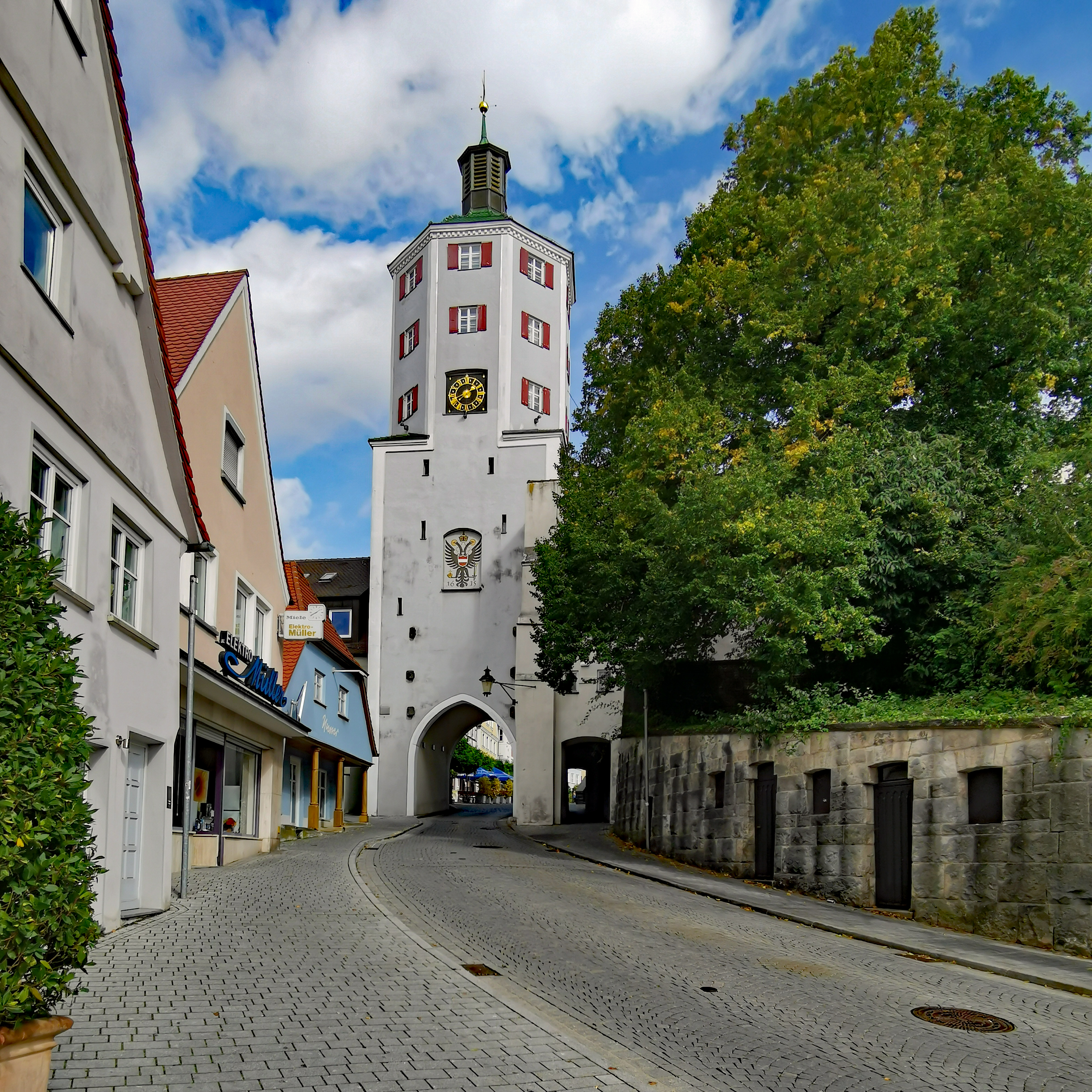
Unteres Tor
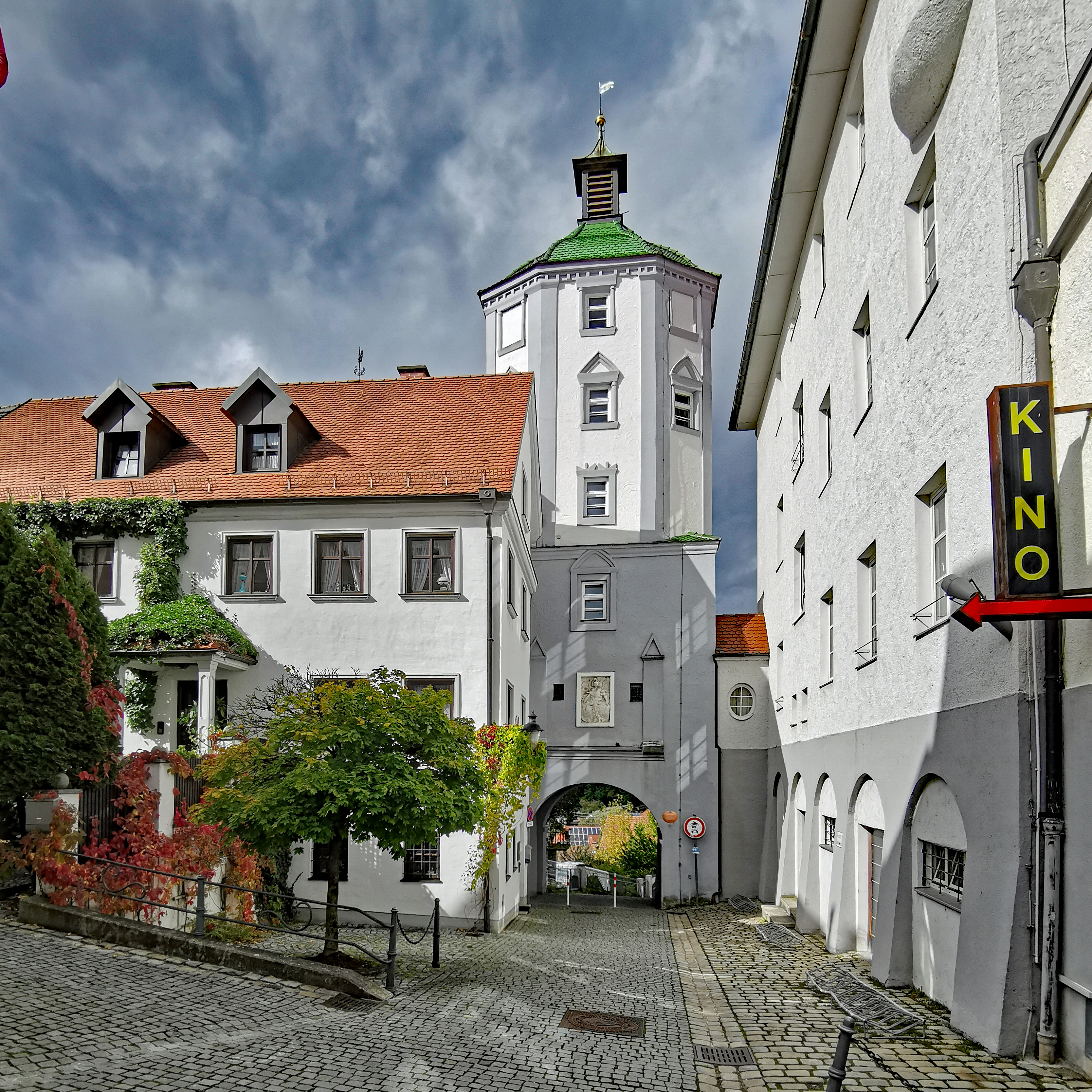
Kuhturm
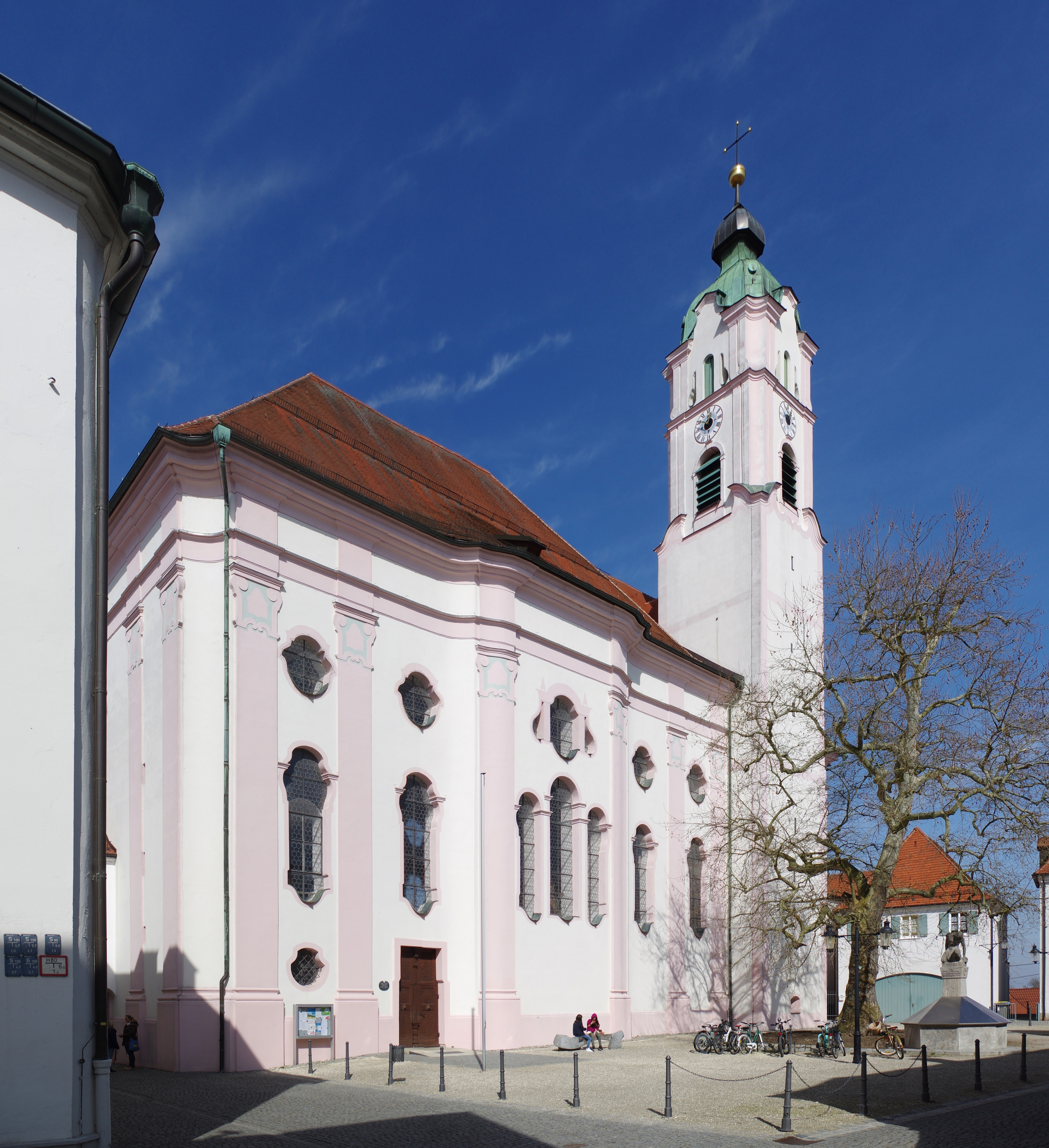
Frauenkirche: Südfassade und Turm
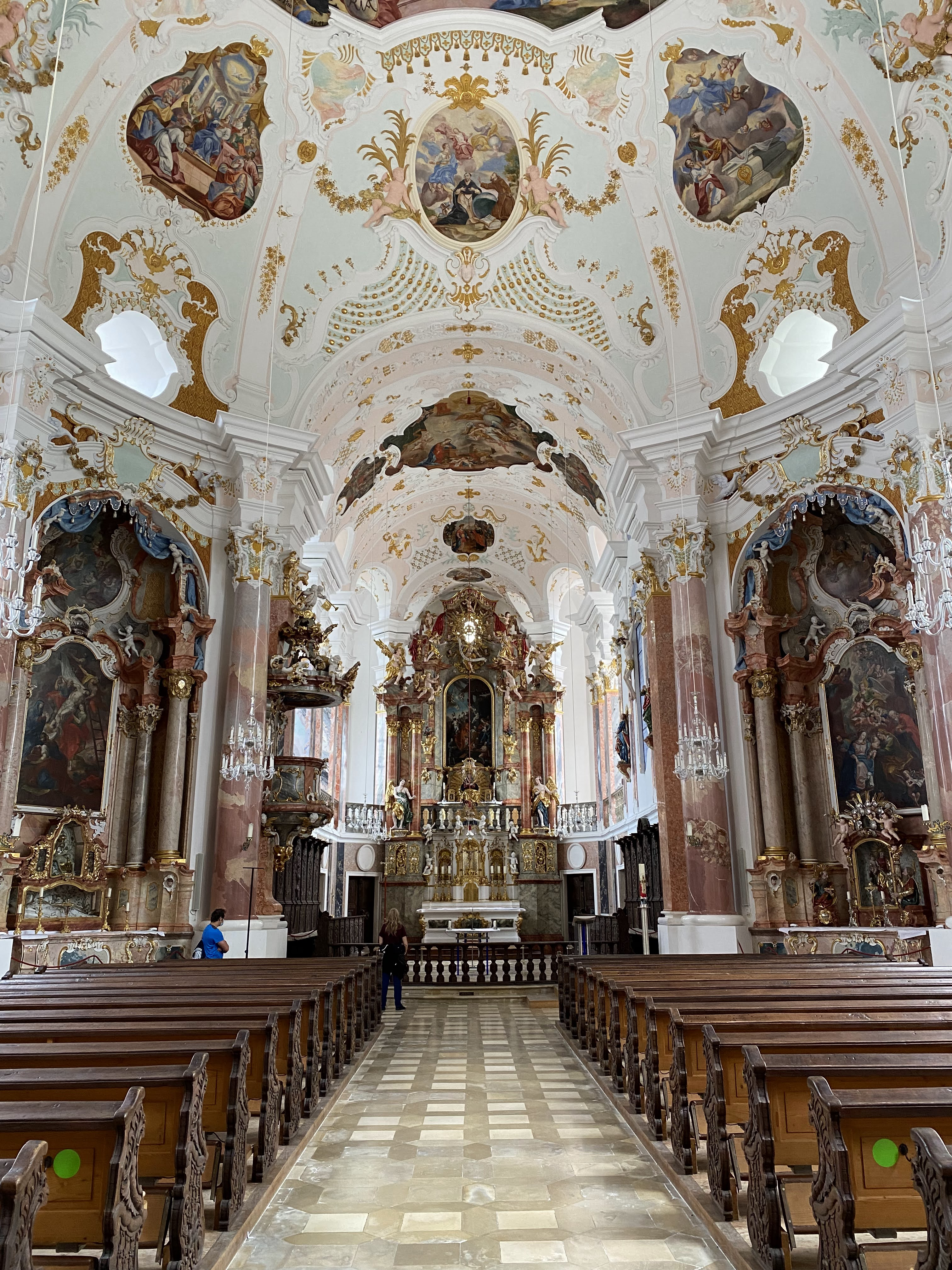
Frauenkirche: Innenraum
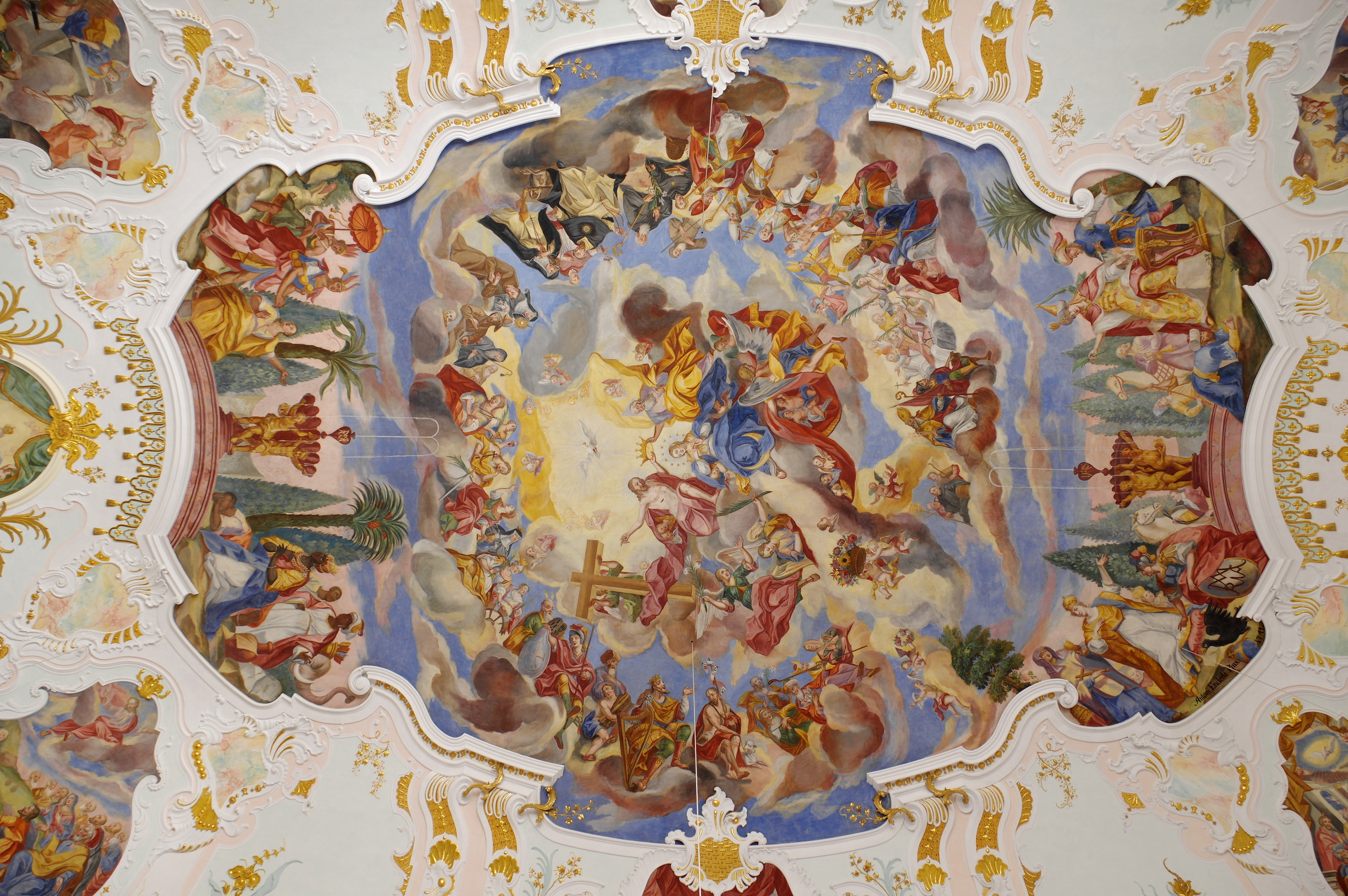
Frauenkirche: Deckenfresko
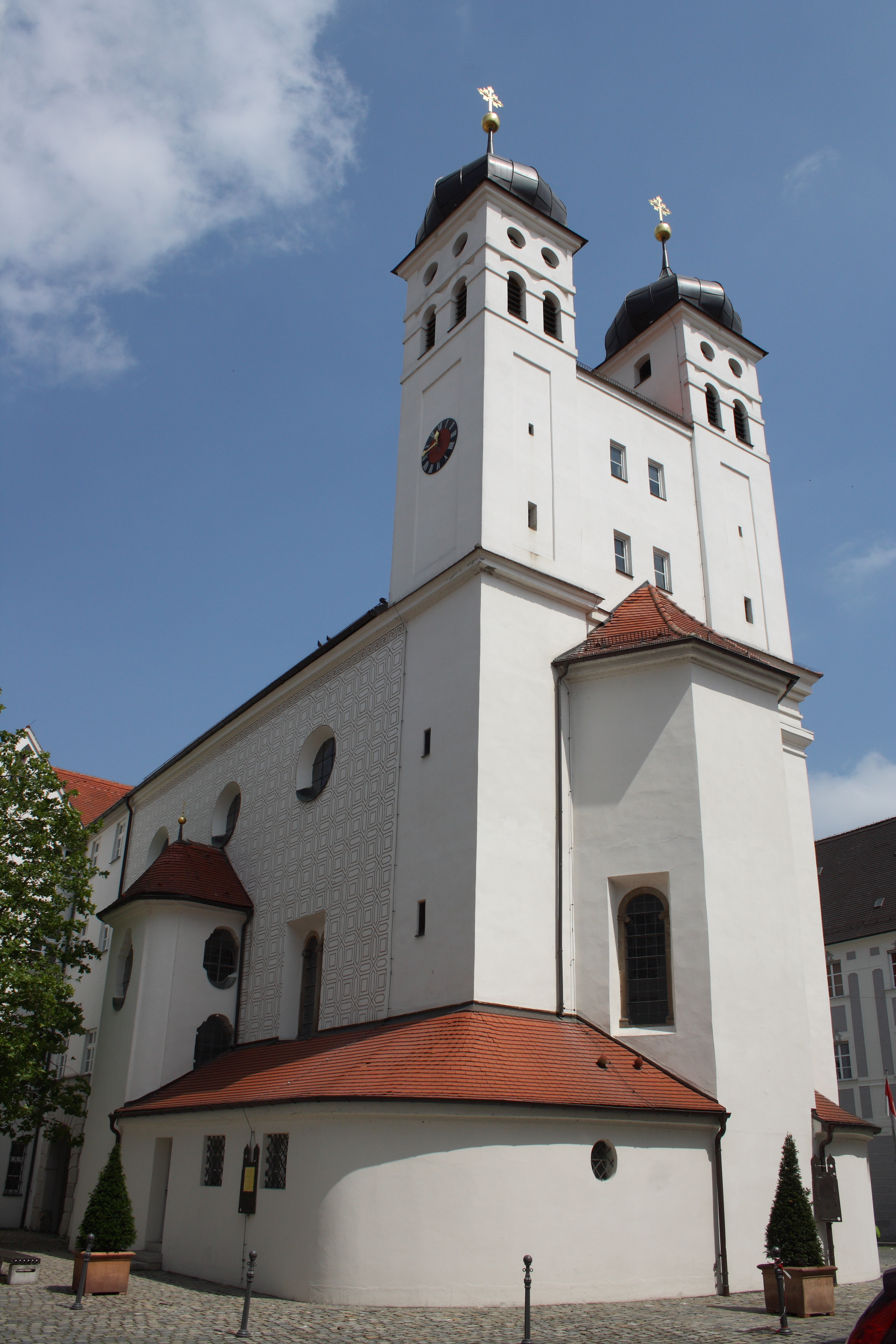
Hofkirche
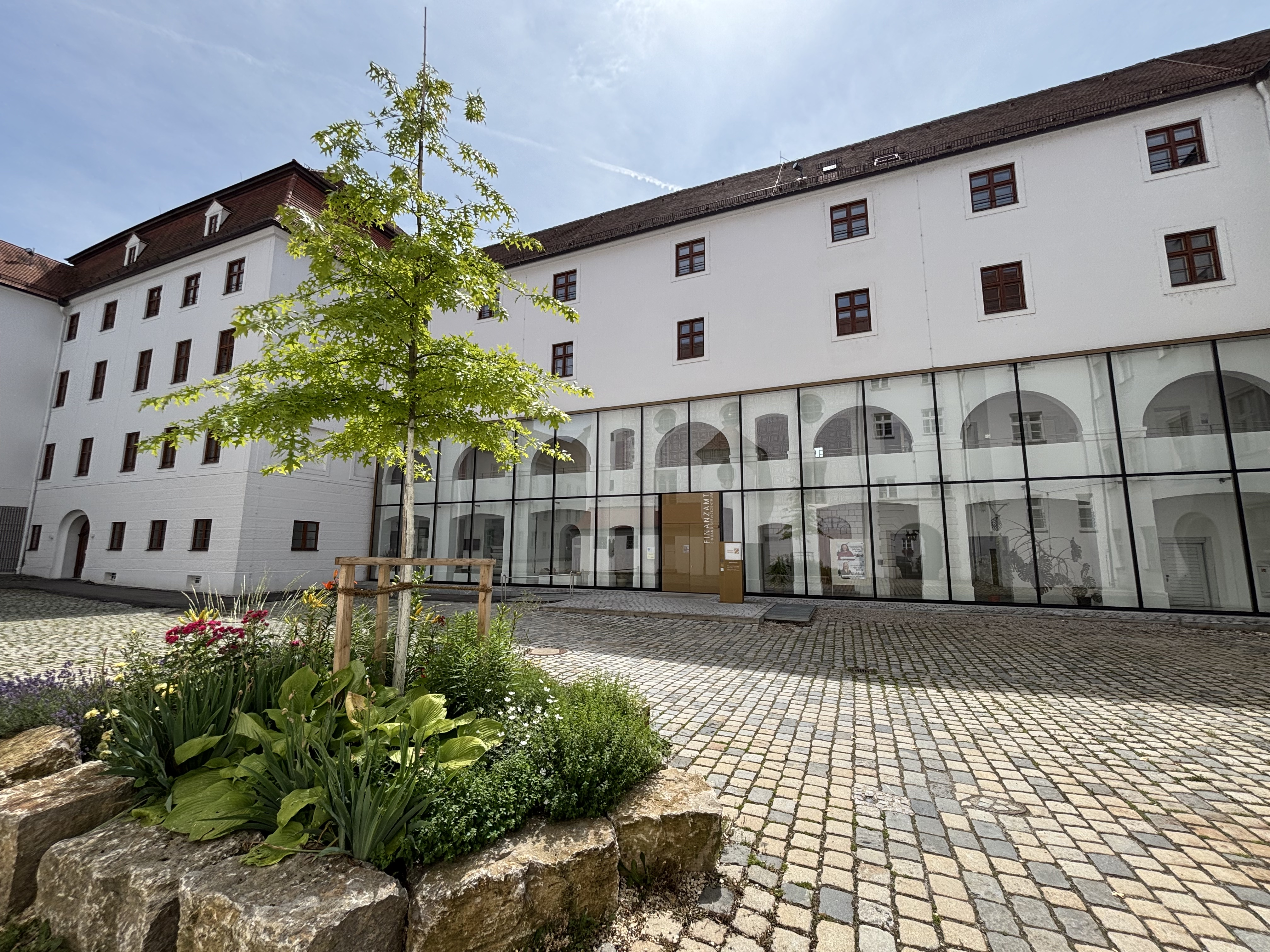
Im Innenhof des Schlosses
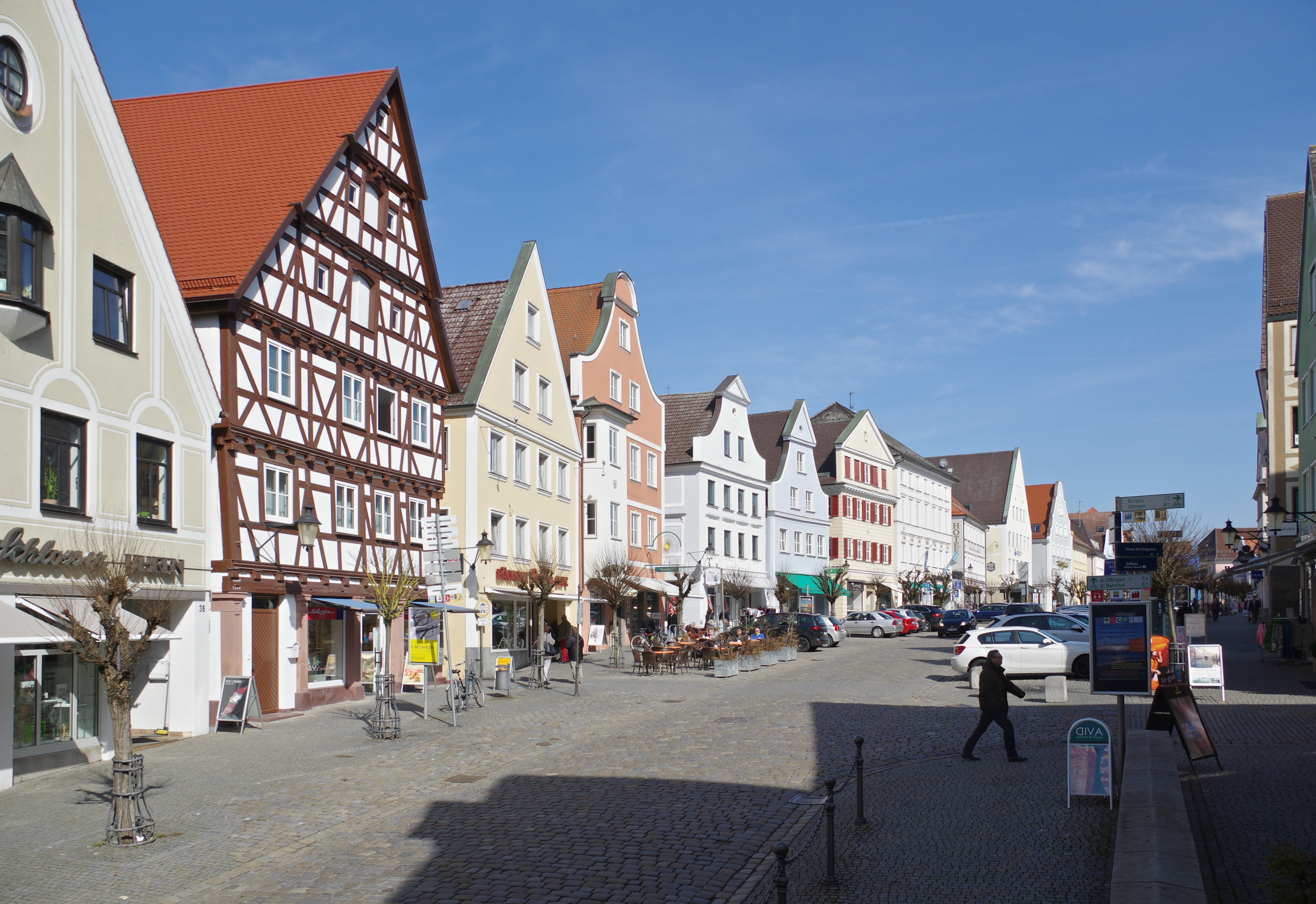
Marktplatz
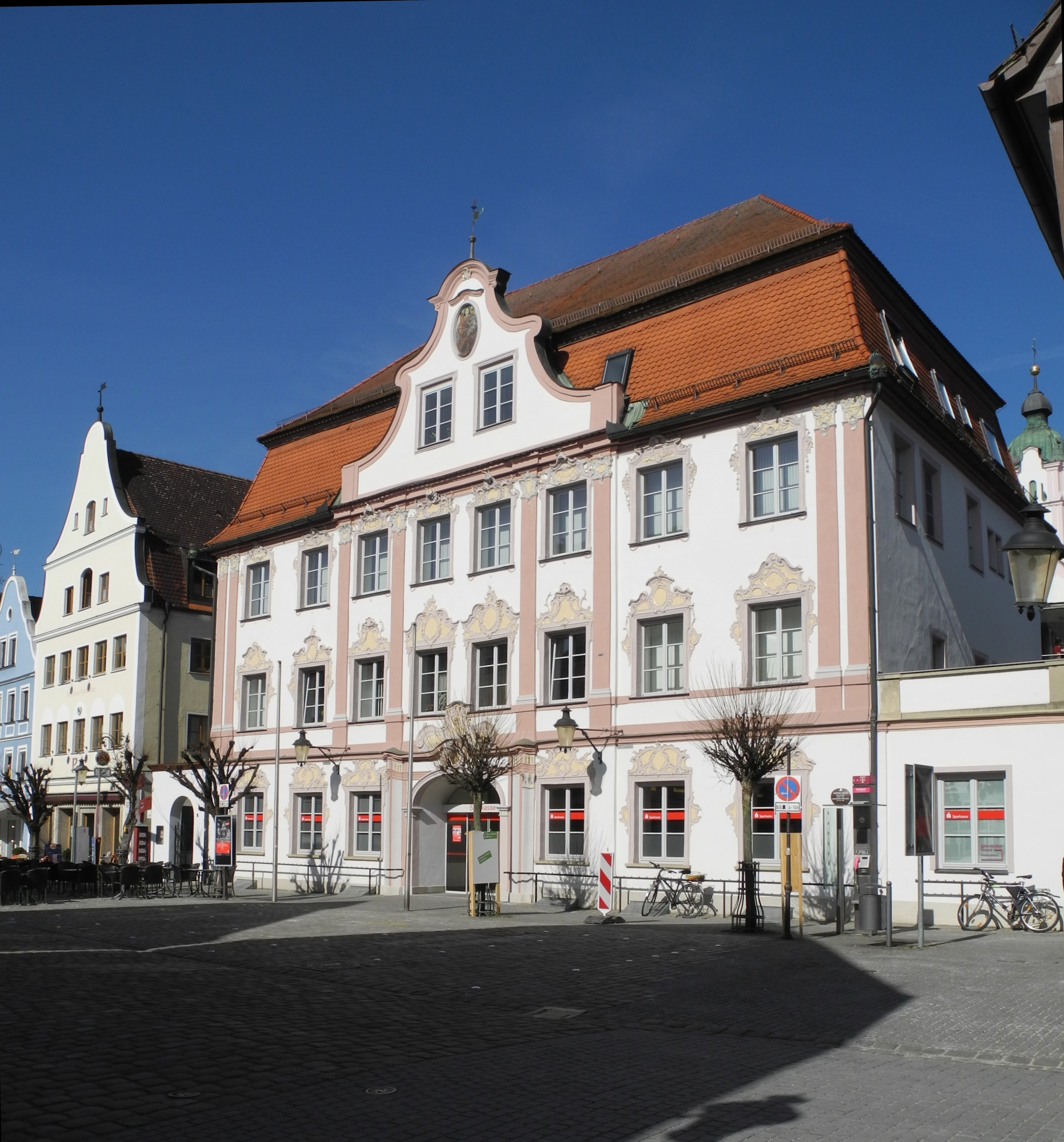
Brentano-Palais
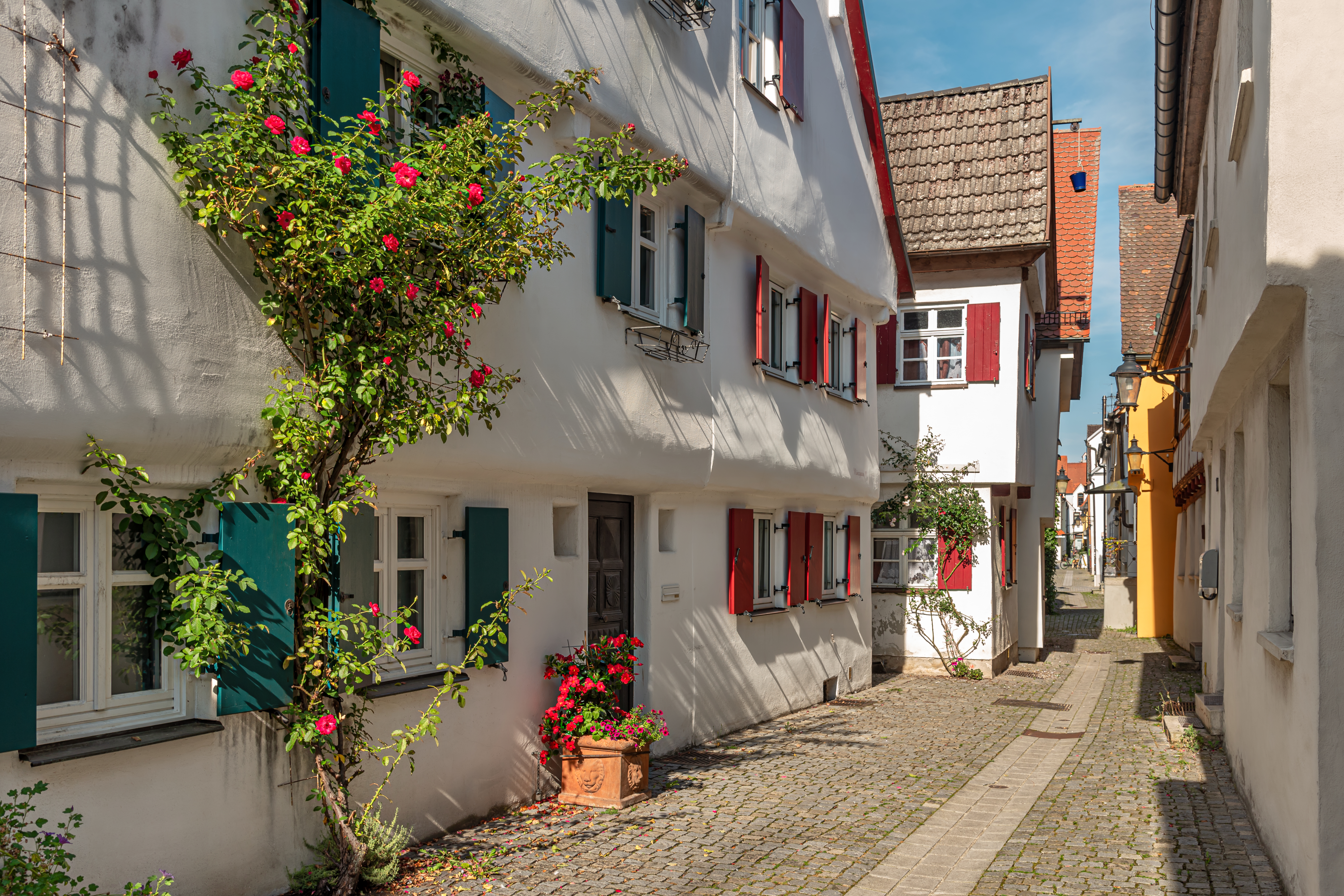
In einem stillen Gässchen (Münzgasse)
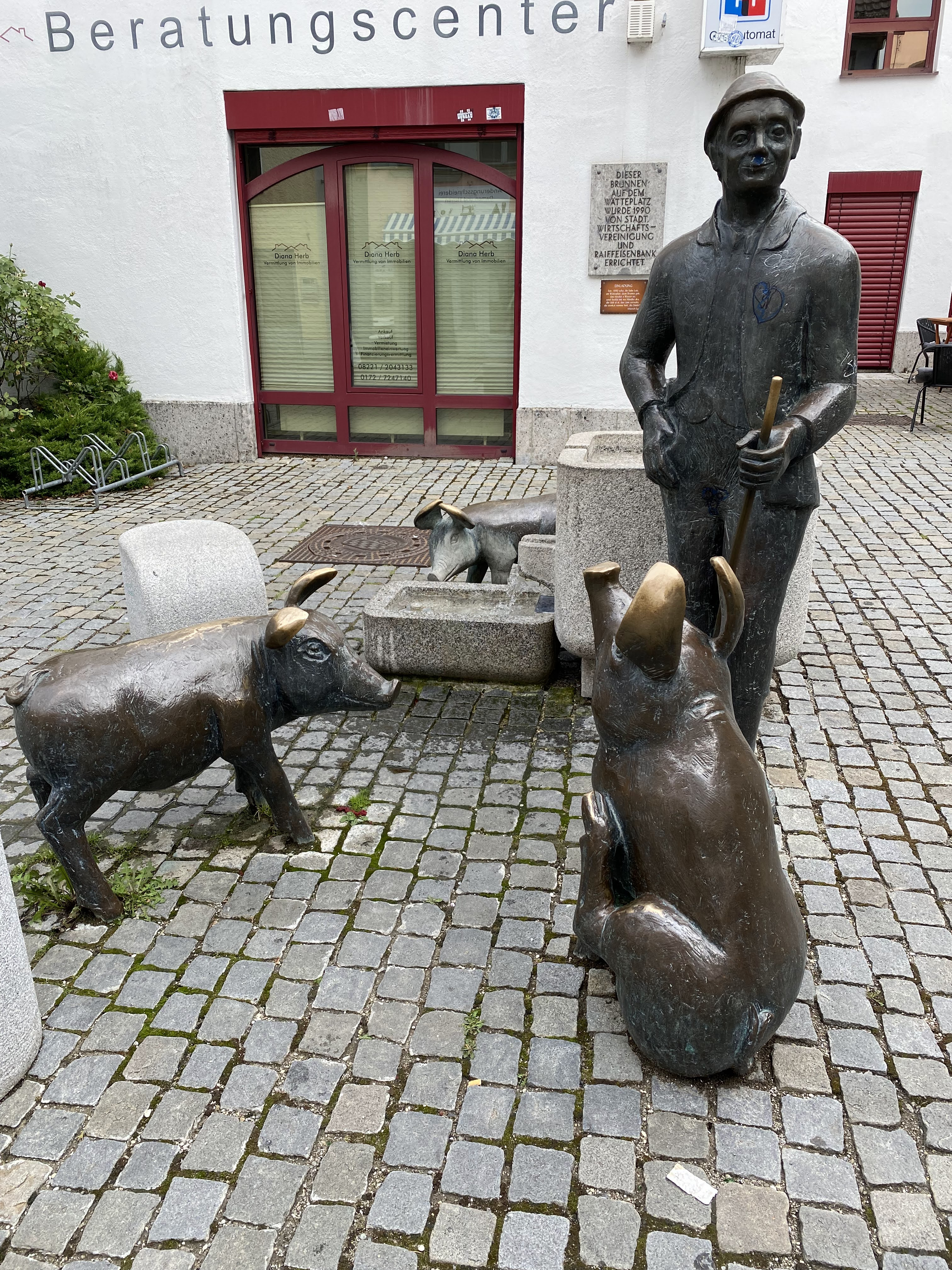
„Schweinchenbrunnen“ am Wätteplatz
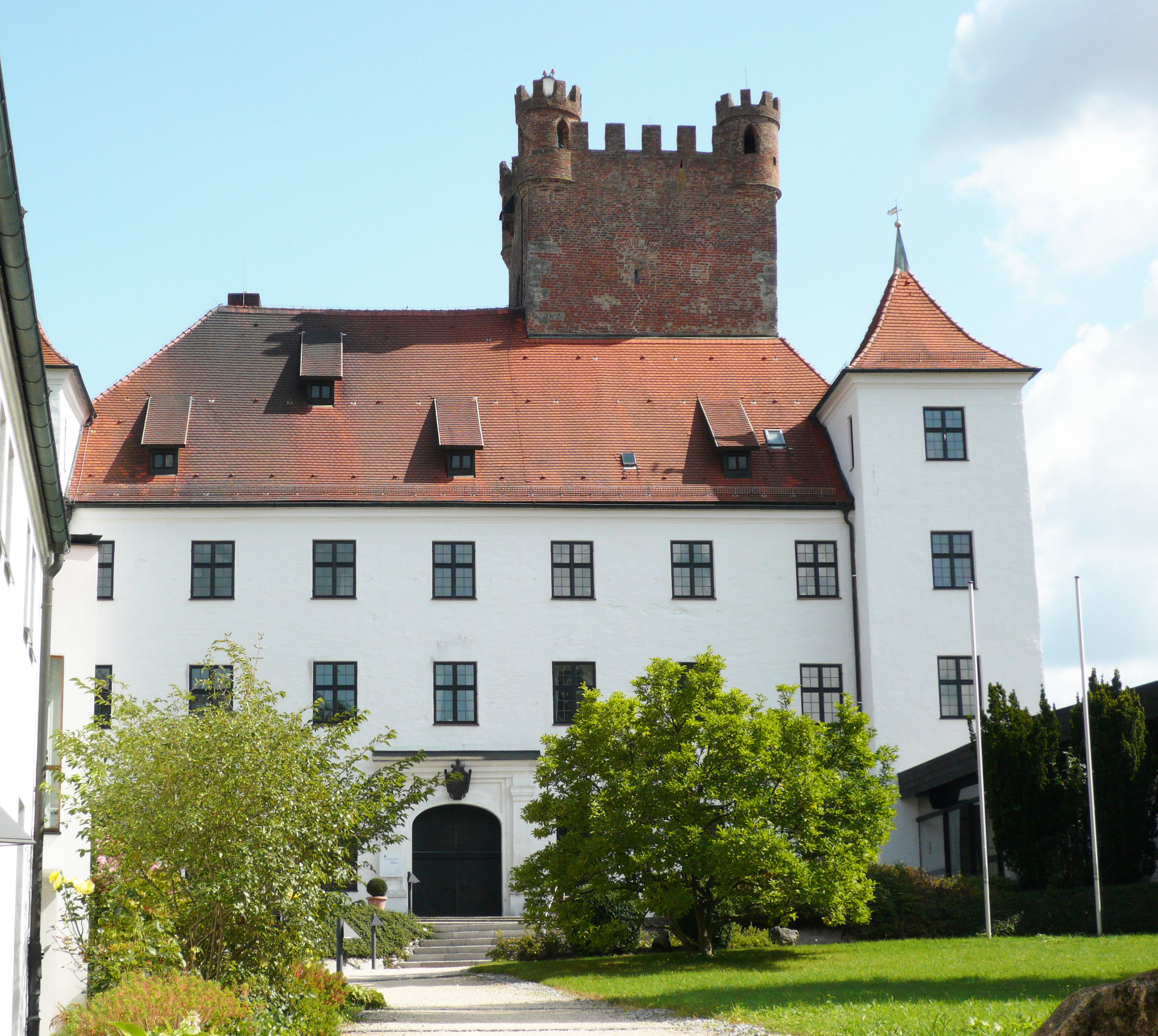
Schloss Reisensburg
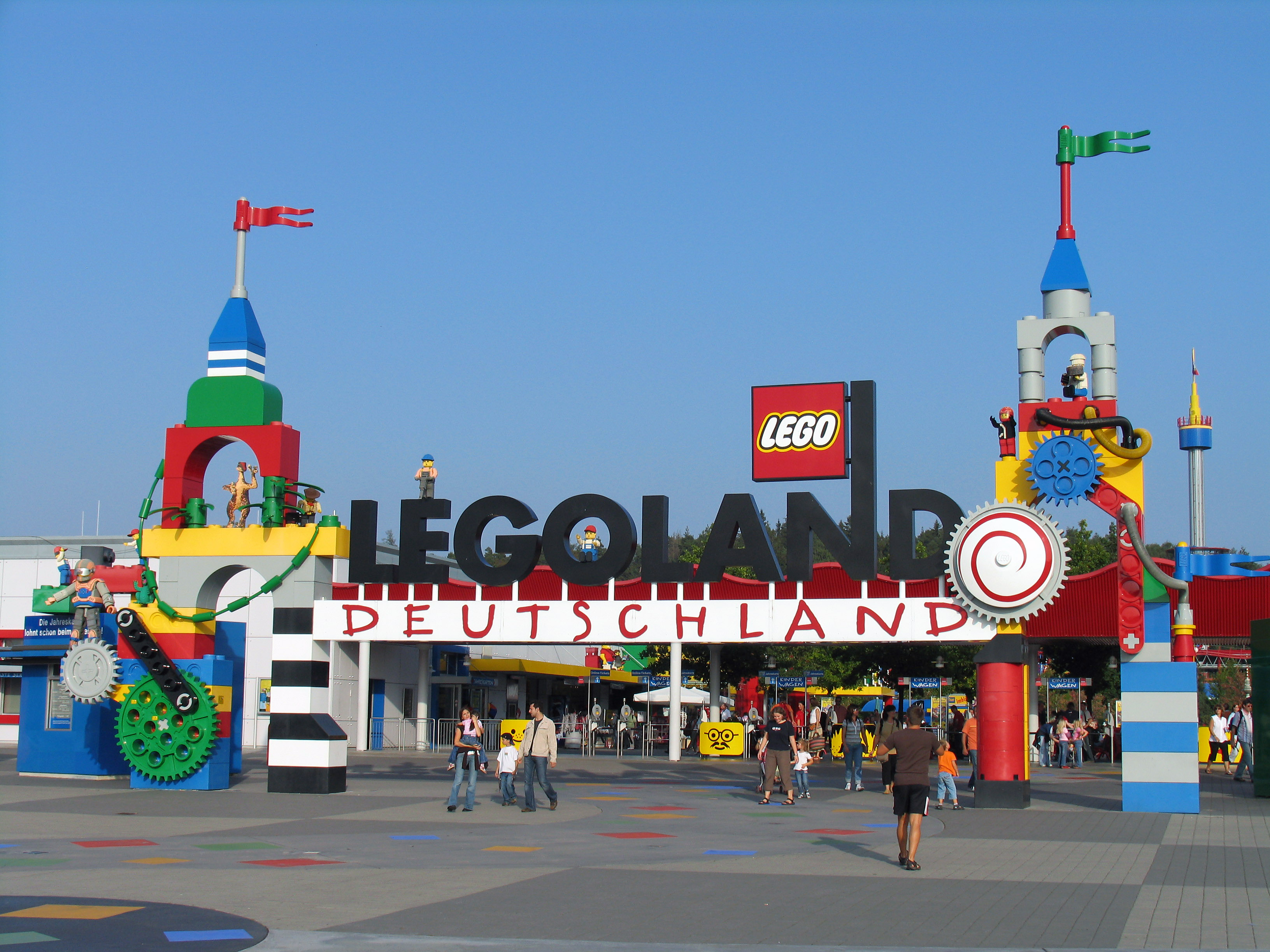
Legoland Deutschland
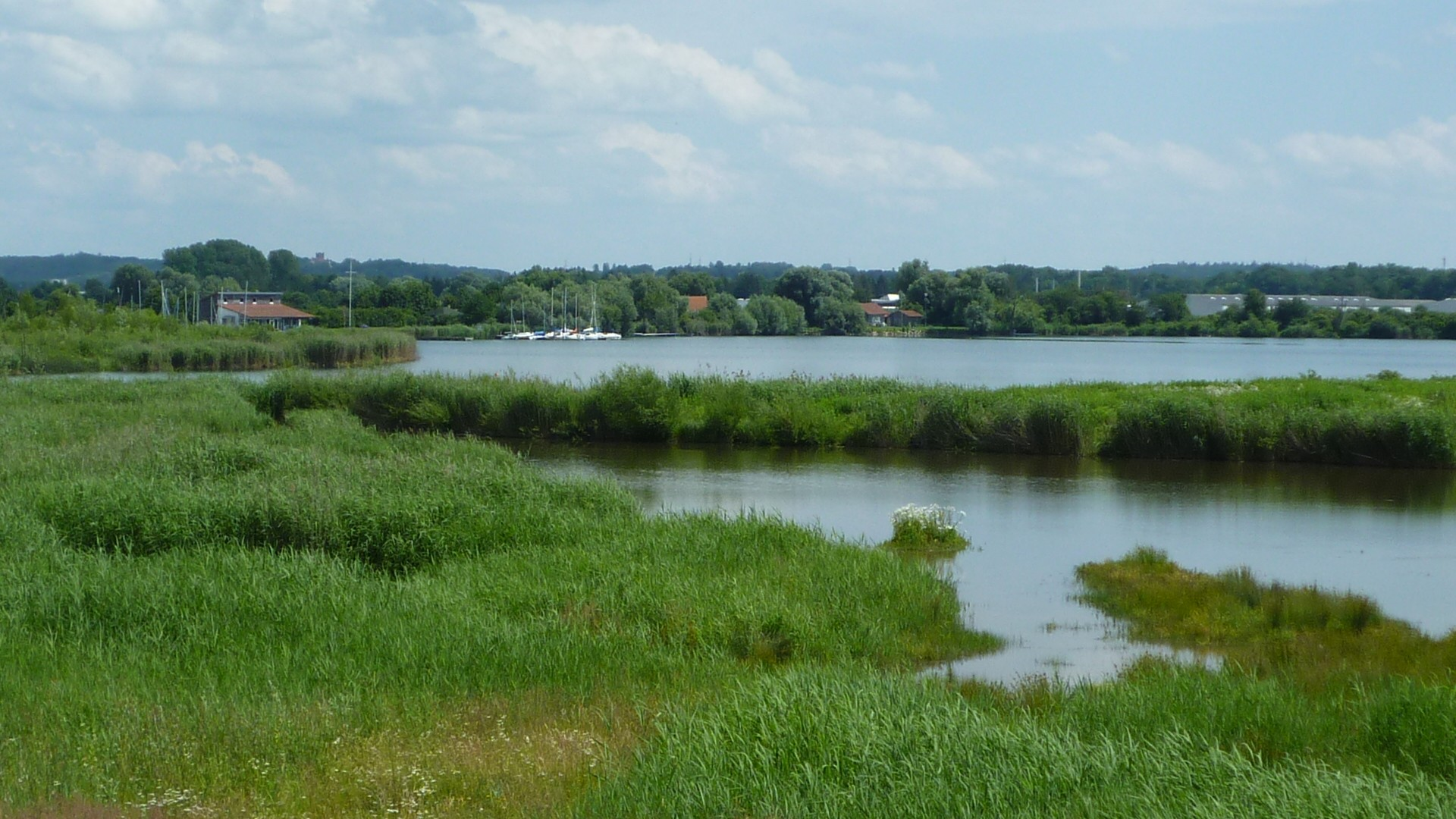
Im Donaumoos (Mooswaldseen)
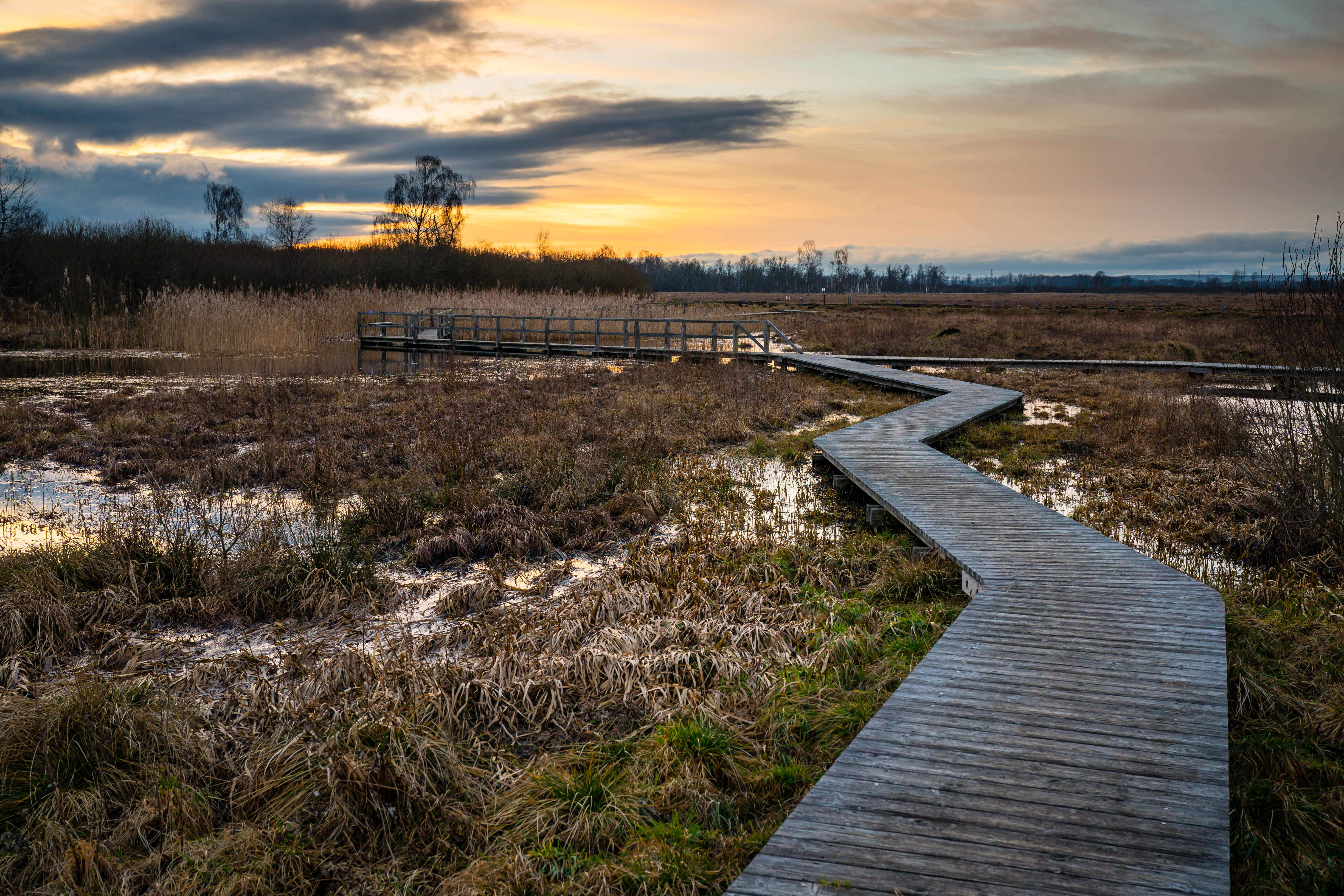
Bohlenweg im Riedheimer Moos

### Regelmäßige Veranstaltungen

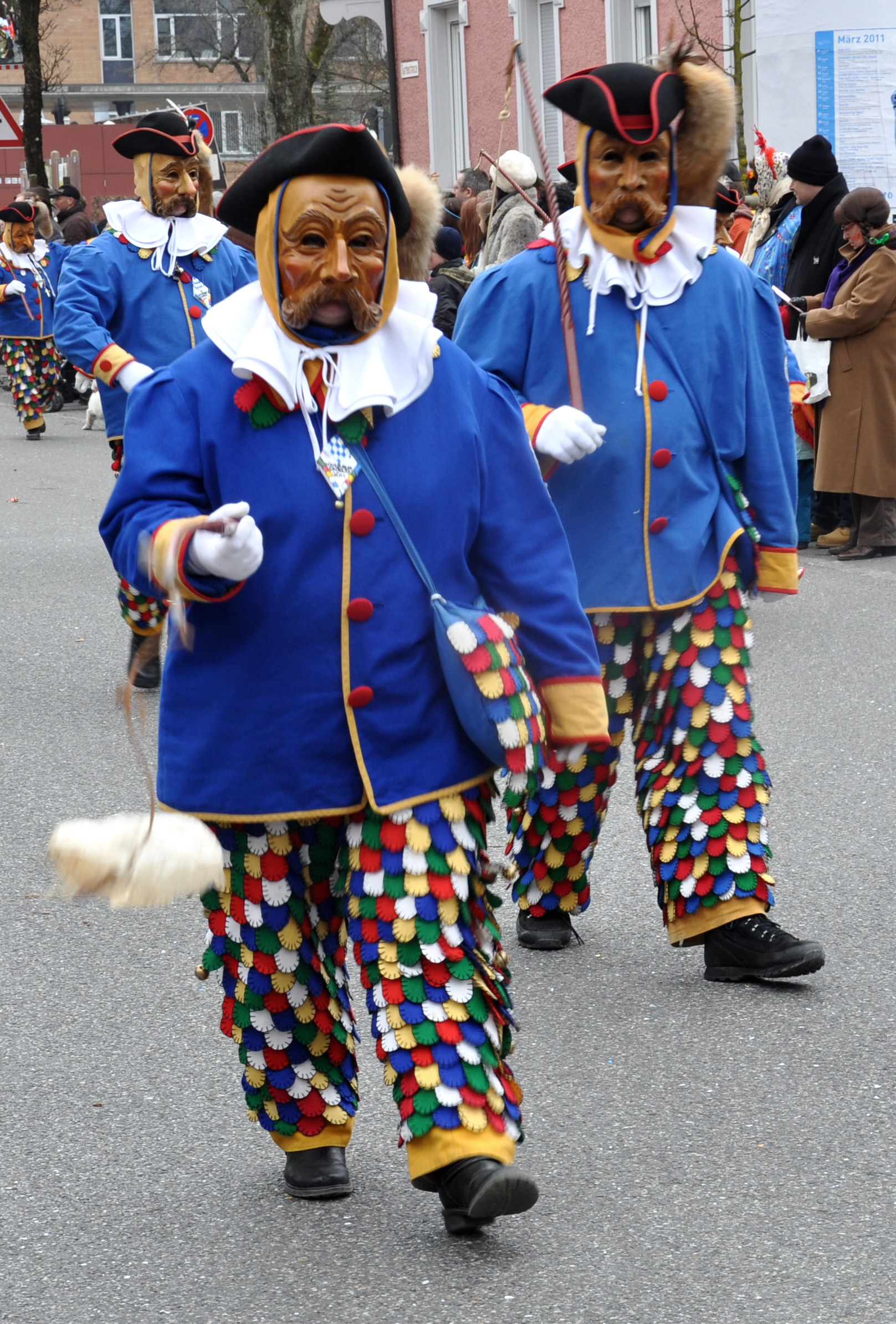
Brauchtum der schwäbisch-alemannischen Fastnacht: der Günzburger Stadtbutz im traditionellen Häs

- Die bekannteste Veranstaltung ist das alljährliche Guntiafest, das immer am letzten Wochenende im Juni stattfindet.
- Alljährlich findet um den Mariä-Himmelfahrts-Tag (15. August) das Günzburger Volksfest statt.
- Der Wochenmarkt wird seit 1397 jeden Dienstag auf dem Marktplatz abgehalten (vor 1397 war er in der Unterstadt angesiedelt).
- Ein Bauernmarkt findet jeden Samstagvormittag auf dem Hof des „Dossenberger-Hauses“ (Bgm. Landmann-Platz) statt.
- Günzburger Jahrmärkte finden viermal jährlich statt:
  - Am 1. Sonntag in der Fastenzeit
  - Am 1. Sonntag im Mai (fällt der 1. Mai auf einen Sonntag, findet der Markt am 2. Sonntag statt)
  - Am 2. Sonntag im Oktober
  - Am Sonntag vor Katharina (25. November; fällt Katharina auf einen Sonntag, findet der Markt an diesem Sonntag statt)

### Landesgartenschau 2029
Im August 2022 erhielt Günzburg den Zuschlag für die Ausrichtung der bayerischen Landesgartenschau im Jahr 2029.

### Sport
- Der bekannteste Sportverein ist der VfL Günzburg, der zeitweilig in der Handball-Bundesliga spielte.
- Der Fußballverein FC Günzburg spielt im Auwaldstadion und in der Bezirksliga Schwaben Nord.

### Freizeit
- Heimatmuseum Günzburg mit großen frühgeschichtlichen Sammlungen
- Legoland Deutschland: Der 2002 eröffnete Freizeitpark hat etwa 1,7 Millionen Besucher im Jahr.
- Peppa Pig Park: Der 2024 eröffnete Peppa Pig Park ist der Erste Peppa Pig Themenpark Deutschlands.

## Wirtschaft und Infrastruktur

### Ansässige Unternehmen und Institutionen
- Das Bezirkskrankenhaus Günzburg und das Kreiskrankenhaus Günzburg betreiben am Standort zusammen über 700 Betten und Behandlungsplätze und beschäftigten ca. 1500 Mitarbeiter. Das Bezirkskrankenhaus Günzburg konzentriert sich als einziges Krankenhaus in Deutschland ausschließlich auf die Versorgung von Erkrankungen des zentralen und peripheren Nervensystems. Es existiert eine Kooperation mit dem Universitätsklinikum Ulm in diversen Bereichen.
- Die Prinz-Eugen-Kaserne (Günzburg), welche nach dem Zweiten Weltkrieg von der US-Army und zuletzt von der Bundeswehr allein genutzt wurde, wurde 2003 aufgegeben. Hier entstand ein Gewerbegebiet.
- Evoqua Water Technologies, Lösungen im Bereich Wasserdesinfektion und Chemikaliendosierung, beschäftigt in Günzburg über 270 Personen.
- Günzburger Steigtechnik, Hersteller von Leitern. Das 120-jährige Unternehmen beschäftigt über 380 Personen und wurde mehrfach ausgezeichnet.
- Legoland Deutschland
- OSI Food Solutions, Lieferant von Rindfleischscheiben für McDonald’s, beschäftigt in Günzburg 220 Personen.
- Peri ist ein internationaler Hersteller von Schalungs- und Gerüstsystemen. Im Jahr 2016 wurde die Gerüstproduktion nach Günzburg ausgelagert und 2020 durch eine Verzinkerei ergänzt.
- Die Radbrauerei Gebr. Bucher braut am Standort das regional bekannte „Günzburger Weizen“.
- W. u. H. Küchle GmbH & Co. KG, Lieferant von Backoblaten, Esspapier und Backmischungen, beschäftigt in Günzburg 100 Personen.
- Die Molkerei Zott betreibt in Günzburg einen milchverarbeitenden Betrieb, hier werden Hart- und Schmelzkäse sowie diverse Pulverprodukte für die weiterverarbeitende Industrie produziert.
- Mit dem „ArealPro“ auf dem Gelände des ehem. Fliegerhorsts Leipheim existiert ein interkommunales Gewerbegebiet, an welchem neben der Stadt Günzburg auch der Landkreis und die Kommunen Leipheim und Bubesheim beteiligt sind. Mittlerweile haben sich hier diverse Unternehmen angesiedelt, u. a. auch Britax Römer.

### Verkehr

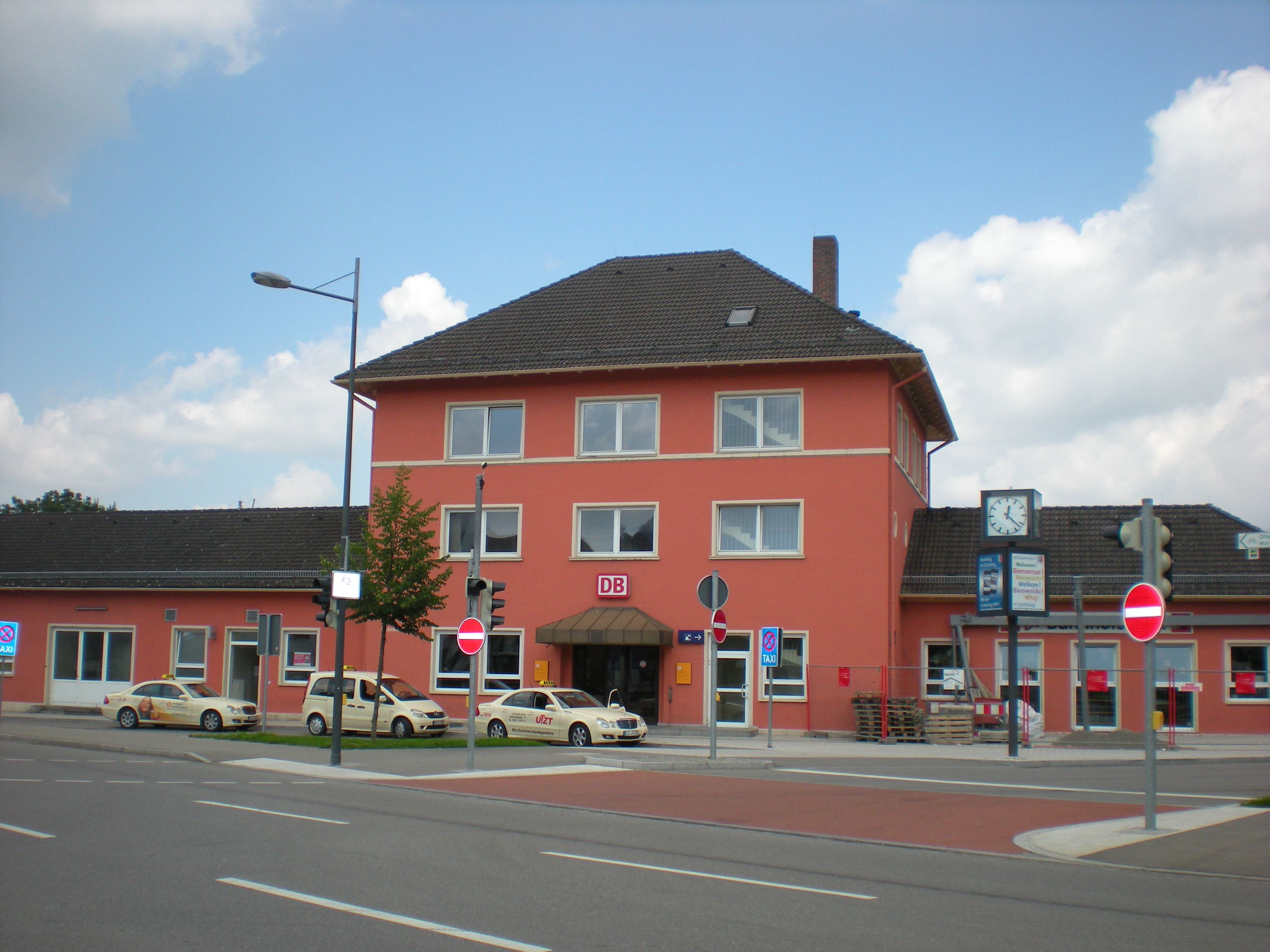
Bahnhof Günzburg

#### Straße
Die Stadt liegt an der Autobahn A 8 München–Stuttgart, die südlich an der Kernstadt vorbeiführt. Diese kreuzt sich bei Günzburg mit der Bundesstraße 16, für welche die zugehörige Donaubrücke Günzburg 2011 neu errichtet wurde. Im Osten der Stadt beginnt die Staatsstraße 2510. Das Autobahnkreuz Ulm/Elchingen liegt in ca. 15 km Entfernung.

#### Bahnverkehr
Der Bahnhof Günzburg liegt an der Strecke Augsburg–Ulm und wird von IC- und EC-Zügen zwischen München und Stuttgart bedient. Zu bestimmten Zeiten halten hier auch ICE. Weiterhin beginnt in Günzburg die Mittelschwabenbahn nach Mindelheim, an dieser Strecke existiert im Stadtgebiet der weitere Haltepunkt Wasserburg (Günz). Über die Donautalbahn existiert auch eine Direktverbindung nach Ingolstadt und Regensburg.
Von 2006 bis 2009 wurde das Bahnhofsareal mit einem Kostenvolumen von 8,3 Millionen Euro modernisiert.

#### Fahrradwege
Günzburg liegt am Donauradweg bzw. dessen europäischer Verlängerung im EuroVelo-Netz, der Route EV6 (Atlantik – Schwarzes Meer). Auf regionaler Ebene existieren durchgehende Radwegeverbindungen in alle Nachbargemeinden.

#### Luftverkehr
Der Flugplatz Günzburg-Donauried ist als Sonderlandeplatz mit dem ICAO-Code EDMG gelistet und liegt nördlich der Stadt Günzburg. Zugelassen sind Flugzeuge und Helikopter bis 2500 kg.
Die Verkehrsflughäfen München, Stuttgart und Memmingen sind jeweils innerhalb ca. einer Stunde Fahrzeit (PKW) erreichbar.

## Persönlichkeiten

### Ehrenbürger
- Karl Mengele (1884–1959), Vater des KZ-Lagerarztes Josef Mengele, zeitweise Inhaber der Fa. Mengele Agrartechnik, in den 1950er Jahren mit 2000 Beschäftigten der größte Arbeitgeber der Region
- 1895 Otto Fürst von Bismarck (1815–1898), Reichskanzler
- 1964 Ludwig Heilmeyer (1899–1969), Internist, Forscher und Hochschullehrer
- 1972 Alois Mengele (1914–1974), Unternehmer
- Josef Weizenegger (1924–2012), Kreisheimatpfleger
- Georg Simnacher (1932–2014), Günzburger Landrat, Bezirkstagspräsident in Schwaben und Präsident der bayerischen Bezirke

Die Ehrenbürger-Würde erlischt mit dem Tod.

### Persönlichkeiten, die in Günzburg geboren wurden
- Johann von Mandl (1588–1666), bayerischer Staatsmann
- Leopold Wilhelm von Baden-Baden (1695–1696), Erbprinz von Baden-Baden (als Kleinkind verstorben)
- Charlotte von Baden-Baden (1696–1700), Schwester des Ersteren (als Kleinkind verstorben)
- Johann Anton von Vogel (1743–1800), Jurist, österreichischer Staatsbeamter
- Thaddäus Aigler (1755–1822), letzter Abt des Klosters Roggenburg
- Johann Nepomuk Millauer (1764–unbekannt), württembergischer Beamter
- Georg Lacher (1809–1882), geboren in Reisensburg, Maler des Nazarenerstils
- August Wetzler (1812–1881), Apotheker, Botaniker und Geologe
- Wilhelm von Pechmann (1839–1887), Regierungspräsident von Schwaben
- Josef von Graßmann (1864–1928), Ministerialdirektor und Industrieller
- Christian Frank (1867–1942), Priester und Heimatforscher
- Franz Xaver Schwarz (1875–1947), NSDAP-Reichsleiter und Reichsschatzmeister der NSDAP
- Adolf Wurm (1886–1968), Geologe und Paläontologe
- Ludwig Thoma (1890–1972), Verwaltungsbeamter und bayerischer Senator
- Hermann Tambornino (1892–nach 1958), Pädagoge und Schriftsteller
- Adolf Kratzer (1893–1983), Theoretischer Physiker
- Max Baur (1898–1988), gilt als einer der großen Fotografen des 20. Jahrhunderts
- Franz Nagel (1907–1976), Maler und Grafiker
- Josef Mengele (1911–1979), KZ-Arzt und Massenmörder von Auschwitz
- Alois Mengele (1914–1974), Unternehmer
- Friedhelm Amslinger (1929–2011), Architekt
- Wilfried Berg (* 1941), Jurist, Staatsrechtslehrer und Richter am Bayerischen Verfassungsgerichtshof
- Bernhard Anton Sirch (1943–2013), Verleger
- Erhard Keller (* 1944), Eisschnellläufer
- Peter Altmeyer (* 1945), Dermatologe
- Paul Hoser (* 1947), Historiker und Übersetzer
- Petra Kelly (1947–1992), Politikerin, Friedensaktivistin und Gründungsmitglied der Partei Die Grünen
- Tina Stöckle (1948–1992), Aktivistin der humanistischen Antipsychiatrie und Namensgeberin des Weglaufhauses „Villa Stöckle“ in Berlin
- Martin Lipp (* 1950), Jurist und Hochschullehrer
- Gottfried Junker (* 1950), Autorenfilmer und Fotograf
- Raphael Wilczek (* 1951), Schauspieler
- Eugen Kleindienst (* 1952 im heutigen Stadtteil Reisensburg), Theologe
- Rolf Schönberger (* 1954), Philosoph
- Karl Dieter Weiss (* 1955), Physiker und Hochschullehrer
- Conny Glogger (* 1956), Schauspielerin und Radiomoderatorin
- Martin Herrmann (* 1956), Kabarettist und Herausgeber
- Sigi Finkel (* 1960), Jazz-Saxophonist und -Flötist
- Kornelia Haugg (* 1960), Staatssekretärin im Bundesministerium für Bildung und Forschung
- Mathias Pfeil (* 1961), Architekt, Generalkonservator des Bayerischen Landesamtes für Denkmalpflege
- Ferdinand Munk (* 1961), Unternehmer und Kommunalpolitiker
- Ute Schmid (* 1965), Informatikerin und Hochschullehrerin
- Diana Damrau (* 1971), Sopranistin und Bayerische Kammersängerin
- Veronika Keller-Engels (* 1972), Juristin und Präsidentin des Bundesamts für Justiz
- Alpay Hekimler (* 1973), Wirtschaftswissenschaftler
- Klaus Mack (* 1973), Politiker (CDU), Bundestagsabgeordneter
- Thomas Gerhard Majewski (* 1974), Dokumentarfilmer
- Barbara Buffy (* 1979), Opernsängerin
- Vanessa Busse (1980–2017), Autorin und Sängerin
- Simon Ritzler (* 1981), Filmemacher
- Stefan Weinzierl (* 1985), Musiker
- Sarah Stock (* 1987), Schauspielerin
- Stefano Celozzi (* 1988), Fußball-Profi
- Sarah Harrison (* 1991), Webvideoproduzentin und Reality-Show-Teilnehmerin
- Dennis Chessa (* 1992), Fußballspieler
- Franziska Jaser (* 1996), Fußballspielerin
- Dennis Waidner (* 2001), Fußballspieler

### Persönlichkeiten, die in Günzburg gewirkt haben
- Johann Eberlin von Günzburg (um 1470–1533), reformatorischer Prediger und Autor
- Corbinian Khamm (1645–1730), Benediktiner, war zeitweise Stadtpfarrvikar in Günzburg
- Valerian Brenner (1652–1715), Barockbaumeister, seit 1678 in Günzburg ansässig
- Therese Huber (1764–1829), Schriftstellerin, Übersetzerin, Redakteurin
- Albert Höfer (1802–1857), von 1844 bis zu seinem Tod Stadtpfarrer in Günzburg, politisch und karitativ engagiert, Kirchenliedkomponist
- Karl Kempter (1819–1871), deutscher Komponist und Kirchenmusiker
- Karl Mengele (1884–1959), Vater des KZ-Lagerarztes Josef Mengele, zeitweise Inhaber der Fa. Mengele Agrartechnik, in den 1950er Jahren mit 2000 Beschäftigten der größte Arbeitgeber der Region
- Adam Birner (1897–1941), Stadtpfarrer in Günzburg und Opfer des Nationalsozialismus[31]
- Leo Wagner (1919–2006), Politiker, von 1963 bis 1975 parlamentarischer Geschäftsführer der CSU-Landesgruppe im Deutschen Bundestag
- Bruno Merk (1922–2013), Politiker (CSU), ehemaliger bayerischer Innenminister, „Vater der Gebietsreform“

## Kurioses

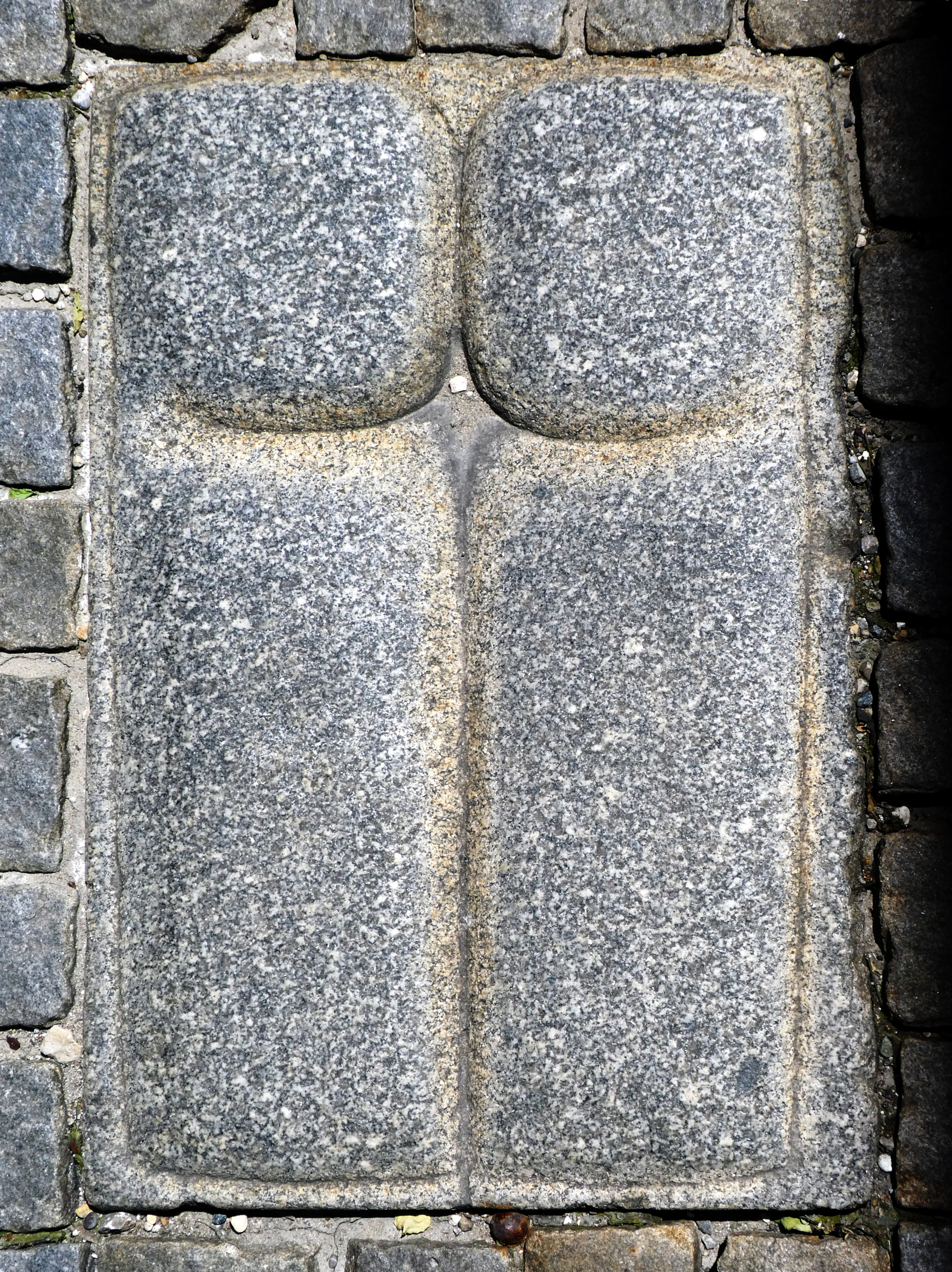
Das Günzburger „Fidla“

Aus „Rache“ für die jahrhundertelange Geringschätzung der Unterstadt durch die Oberstädter erlaubte sich ein Steinmetz bei der Sanierung des oberstädtischen Marktplatzes einen Scherz: Ins Pflaster verbaute er einen großen hinterteilförmig (im Schwäbischen Dialekt „Fidla“) gestalteten Stein, der ausdrücken soll, was die Unterstädter von den Oberstädtern halten.
Der Ortsname steht auf dem Ostpfeiler des Triumphbogens in Paris (dort allerdings GUNTZBOURG geschrieben). Dafür verantwortlich war Napoleon Bonaparte, der 1805 vergaß, in Günzburg seine Zeche von 463 Gulden zu bezahlen. 1989 beglich der französische Staatspräsident François Mitterrand in Begleitung des damaligen Bundeskanzlers Helmut Kohl bei einem Besuch der historischen Altstadt die Altschulden symbolisch.